# Südwestkirchhof Stahnsdorf
Der Südwestkirchhof der Berliner Stadtsynode in Stahnsdorf, kurz Südwestkirchhof Stahnsdorf, ist ein im Jahr 1909 eröffneter Friedhof der evangelischen Kirchengemeinden des Berliner Stadtsynodalverbandes.
Der Friedhof liegt südwestlich von Berlin, außerhalb der Stadtgrenzen, auf dem Gebiet der brandenburgischen Gemeinde Stahnsdorf und ist mit einer Gesamtfläche von rund 206 Hektar der zehntgrößte Friedhof weltweit sowie nach dem Hauptfriedhof Ohlsdorf in Hamburg Deutschlands zweitgrößter Friedhof. Aufgrund seines Waldcharakters sowie der Vielzahl historisch wertvoller Grabmäler und anderer Bauwerke steht die Begräbnisstätte in der brandenburgischen Denkmalliste und stellt eines der wichtigsten Park- und Landschaftsdenkmäler im Berliner Großraum dar.

## Geschichte

### Entstehung

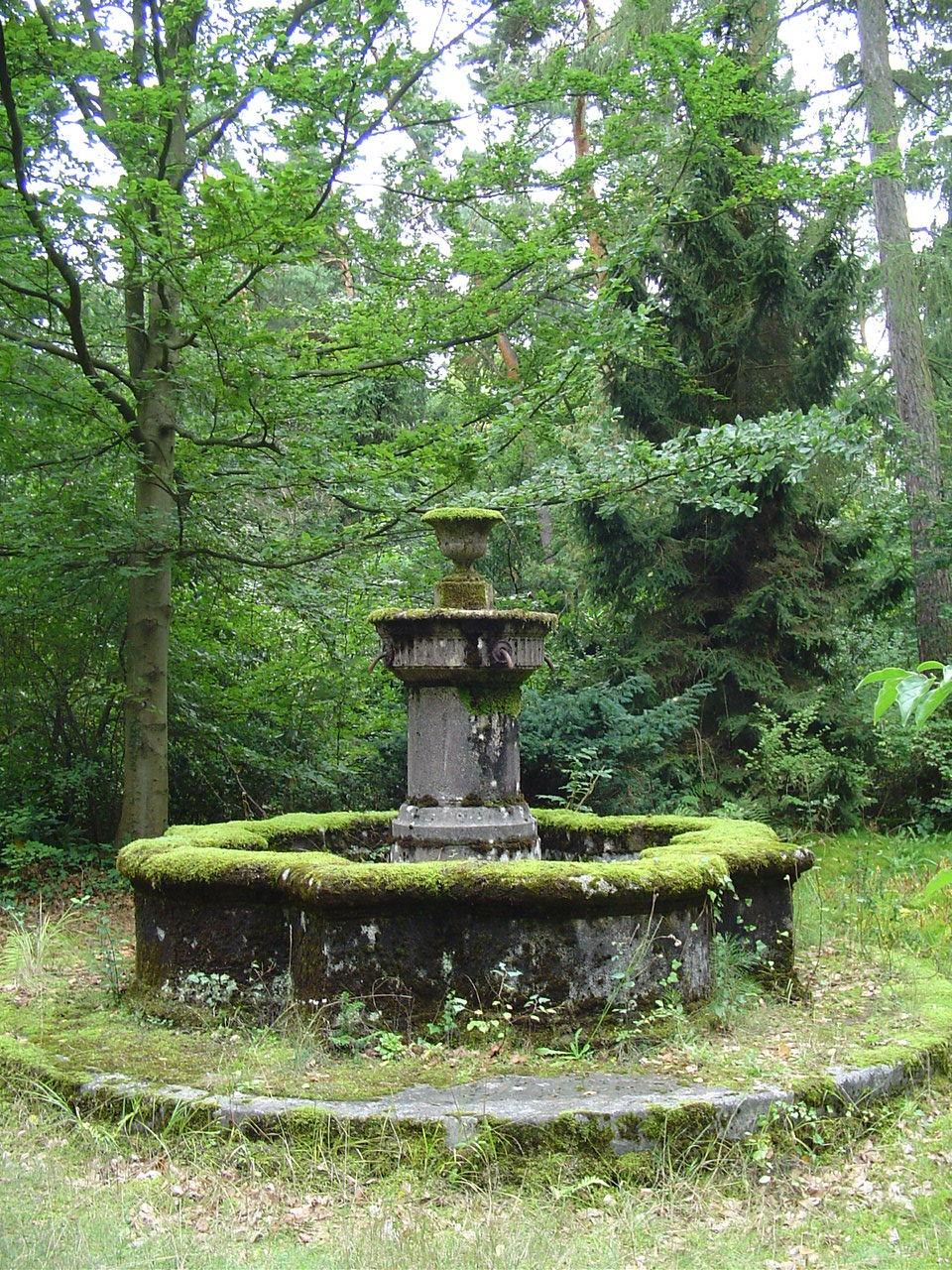
Versiegter Brunnen

In der zweiten Hälfte des 19. Jahrhunderts zeichnete sich in den innenstadtnahen Bereichen Berlins aufgrund des starken Bevölkerungswachstums der Stadt eine Verknappung der verfügbaren Begräbnisplätze ab. Infolgedessen entstanden Planungen für mehrere große, ausbaufähige Friedhöfe im Berliner Umland. Für deren Anlage erwarb der Berliner Stadtsynodalverband, Kirchengemeinden der Evangelischen Landeskirche der älteren Provinzen Preußens in Berlin und Umland umfassend, schließlich um die Jahrhundertwende drei große Grundstücke außerhalb der Stadt. Darunter war auch eine damals rund 156 Hektar große, zum Teil mit Kiefernwald bewachsene Ackerfläche im südwestlichen Berliner Umland, zwischen den Wäldern der Parforceheide im Norden und im Westen, der neuen Potsdamer Landstraße im Süden und der Gemeinde Stahnsdorf im Osten. Der dort geplante Großfriedhof sollte dazu beitragen, das Bestattungsproblem der evangelischen Kirchengemeinden Berlins und einiger damals noch selbstständiger Städte in unmittelbarer Nähe zu lösen.
Bereits in der Vorbereitungsphase gab es öffentliche Gesprächsrunden, die dem königlichen Konsistorium empfahlen, das Projekt abzulehnen. Die vorgetragenen Gründe erschienen aber nicht ausschlaggebend.

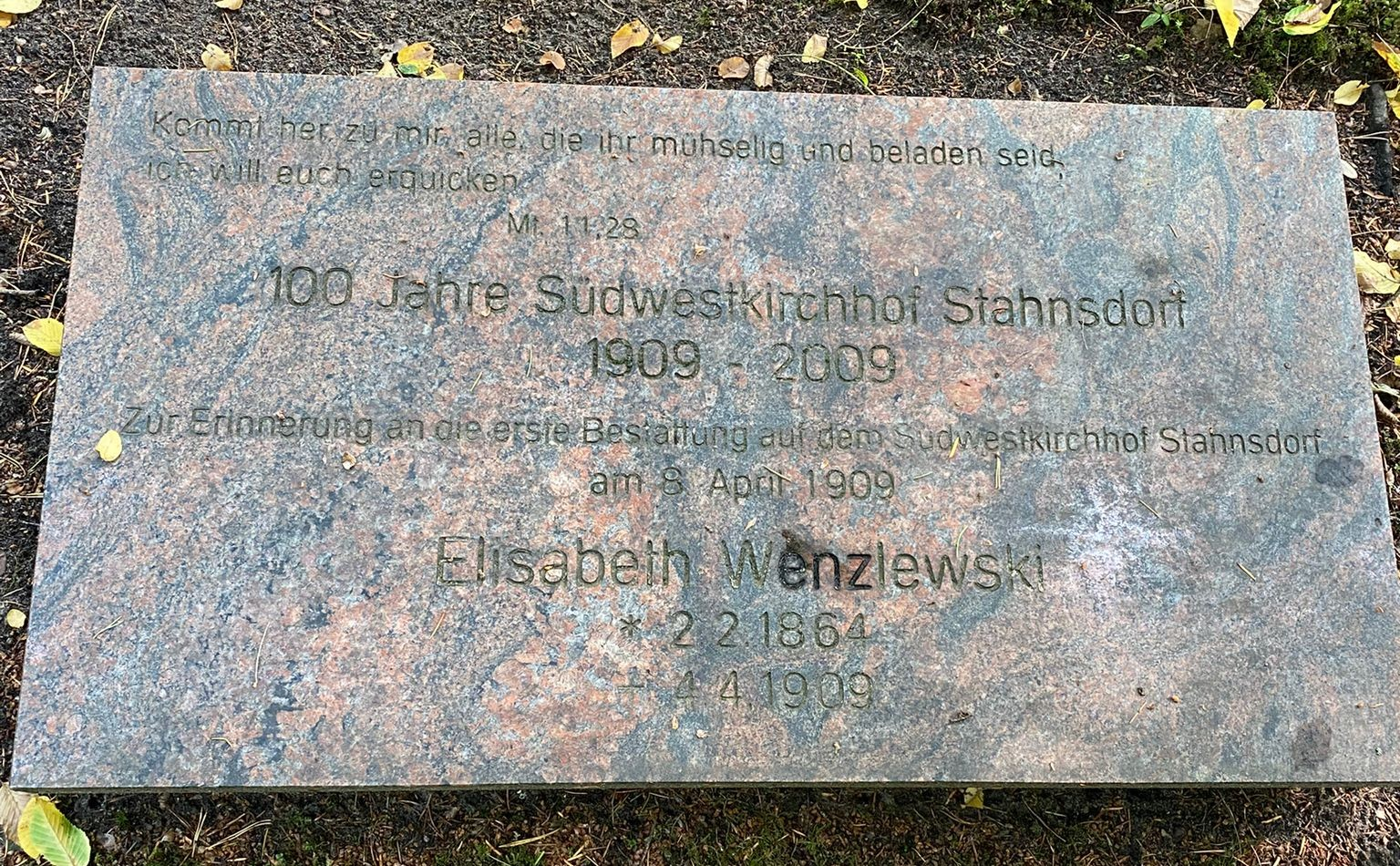
Gedenkstein zum 100-jährigen Bestehen des Kirchhofs

Für die Anlage des Friedhofs wurde im September 1907 ein Gestaltungswettbewerb ausgeschrieben, aus dem das Gemeinschaftsprojekt des Stadtobergärtners Richard Thieme und des Wilmersdorfer Stadtbauinspektors Paul Nitze als Sieger hervorging. Letztendlich war der Synodalverband jedoch mit keinem der fünf preisgekrönten Entwürfe zufrieden und übertrug schließlich dem Garteningenieur der Berliner Stadtsynode Louis Meyer (1877–1955) die Ausarbeitung neuer Pläne unter Berücksichtigung der Wettbewerbsideen. Seine Planung war auf ein naturromantisches Erscheinungsbild ausgerichtet; mit großem persönlichem Engagement setzte sich Meyer auch nach der Eröffnung der Anlage mehrere Jahrzehnte hindurch für den weiteren Ausbau des Waldfriedhofs ein. Der neu entstandene Friedhof war waldähnlich und naturnah und einer der ersten seiner Art in Deutschland. Die großzügige und naturbelassene Gestaltung, die ein Zeichen in der Bestattungskultur gesetzt hatte, lag auch in der fortschreitenden Industrialisierung und der zunehmenden Überbevölkerung der Großstädte begründet. Während so 1908 der Ostkirchhof Ahrensfelde und 1909 der Südwestkirchhof entstanden, wurde die Anlage des Nordkirchhofs in Mühlenbeck nie realisiert.
Der neu entstehende Friedhof war nicht wie sonst üblich nach durchnummerierten Feldern geordnet. Die ‚Bestattungsblocks‘ waren jeweils einer der Kirchengemeinden im Einzugsgebiet zugeordnet, die zur Stadtsynode gehörte. Aufgrund vertraglicher Vereinbarungen wurden der Block Charlottenburg und der Block Schöneberg für Bestattungen Verstorbener aus den damaligen Stadtkreisen Charlottenburg und Schöneberg eingerichtet. Der 1923 von Alfred Grenander entworfene Schwedische Friedhof („Schwedenblock“) der schwedischen Victoria-Gemeinde Berlins wurde unter anderem zur Grablege schwedischer Diplomaten – darunter Hans Henrik Freiherr von Essen – und anderer Gemeindeglieder genutzt.

### Die Anfänge

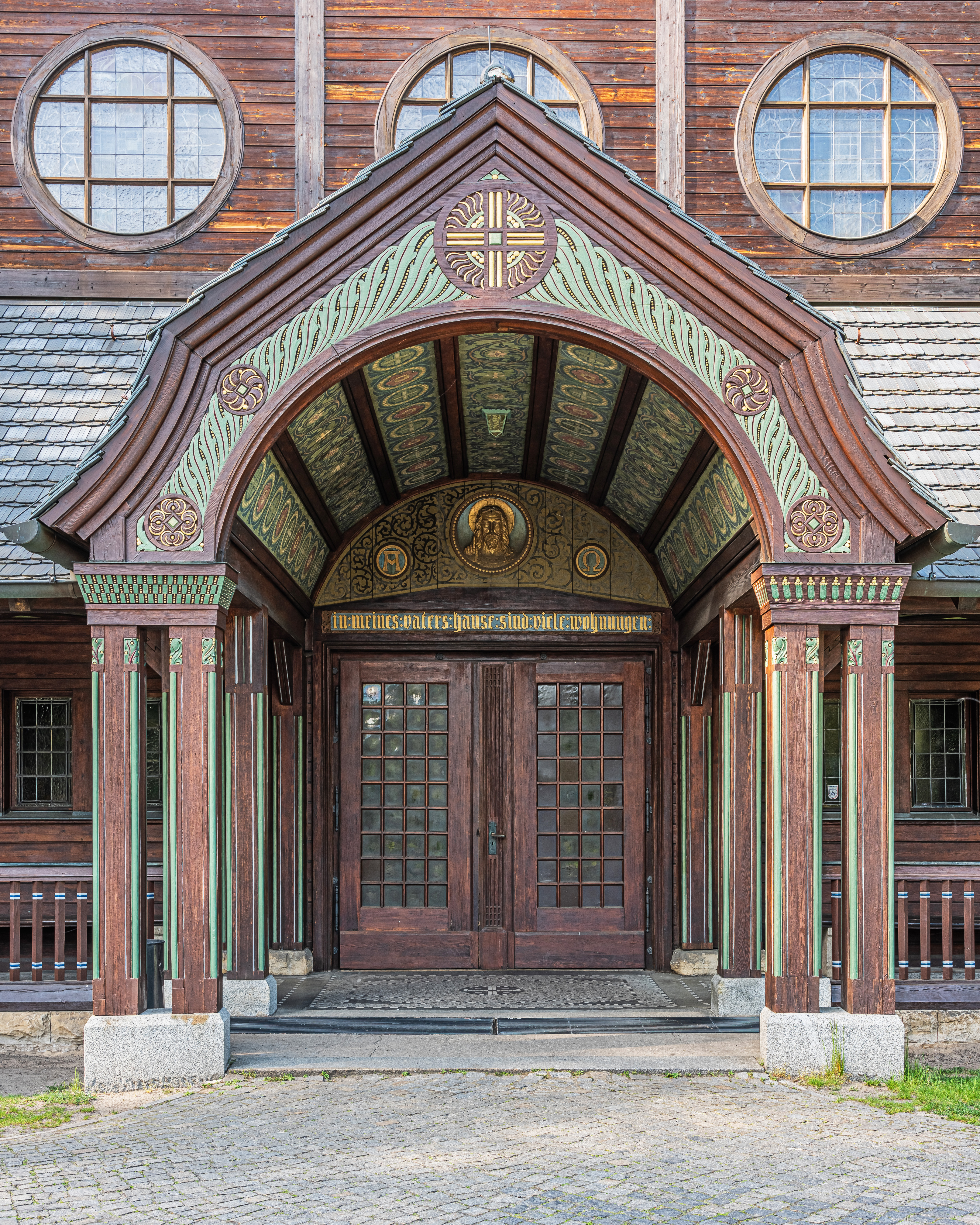
Das Portal der Friedhofskapelle

Die Eröffnung des neuen Friedhofes erfolgte am 28. März 1909, wenige Tage später wurde hier die erste Beerdigung durchgeführt. Angrenzend an den Südwestkirchhof wurden 1913 westlich der Friedenauer Waldfriedhof (seit 1935 Wilmersdorfer Waldfriedhof Güterfelde) und 1921 nördlich der städtische Wilmersdorfer Waldfriedhof Stahnsdorf als kommunale und damit religiös ungebundene Großfriedhöfe eröffnet.
Aufgrund der großen Entfernung des neuen Großstadtfriedhofs von Teilen seines Einzugsgebietes wurde eine neue Infrastruktur geschaffen. Mit einem größtenteils von der Stadtsynode getragenen Kostenaufwand von 2,5 Millionen Mark wurde ein S-Bahn-Anschluss direkt bis zum Friedhof geschaffen. Es wurde vom Bahnhof Wannsee bis zum Südwestkirchhof eine 4,4 Kilometer lange, eingleisige Stichlinie durch die Parforceheide errichtet, die sogenannte Friedhofsbahn. Im Volksmund wurde sie damals als „Leichen-“ oder „Witwenbahn“ bezeichnet. Sie wurde am 2. Juni 1913 in Betrieb genommen und war durch spezielle Waggons und besondere Bahnhöfe in Halensee und Stahnsdorf neben der Beförderung der Angehörigen und Friedhofsbesucher auch auf den Transport der Särge eingerichtet. Die 1928 elektrifizierte Friedhofsbahn einschließlich eines eigens errichteten Bahnhofsgebäudes auf dem Vorplatz des Kirchhofs war bis zum Mauerbau 1961 in Betrieb.

### Friedhofskapelle
Die hölzerne Friedhofskapelle nach dem Vorbild norwegischer Stabkirchen wurde 1908 bis 1911 nach Plänen des Kirchenarchitekten Gustav Werner errichtet. Bekanntes Vorbild ist die Kirche Wang im Riesengebirge. Die hölzerne Inneneinrichtung, die sparsame Bemalung, die farbigen Jugendstil-Glasfenster und die wertvolle Orgel von Wilhelm Sauer sind im Originalzustand erhalten. Der 1859 geborene Gustav Werner wurde 1917 gegenüber seinem Bauwerk am Kapellenvorplatz bestattet. In der Kapelle finden inzwischen nicht nur Trauerfeiern und Gottesdienste, sondern gelegentlich auch musikalische Veranstaltungen statt.

### Entwicklung hin zum Prominentenfriedhof

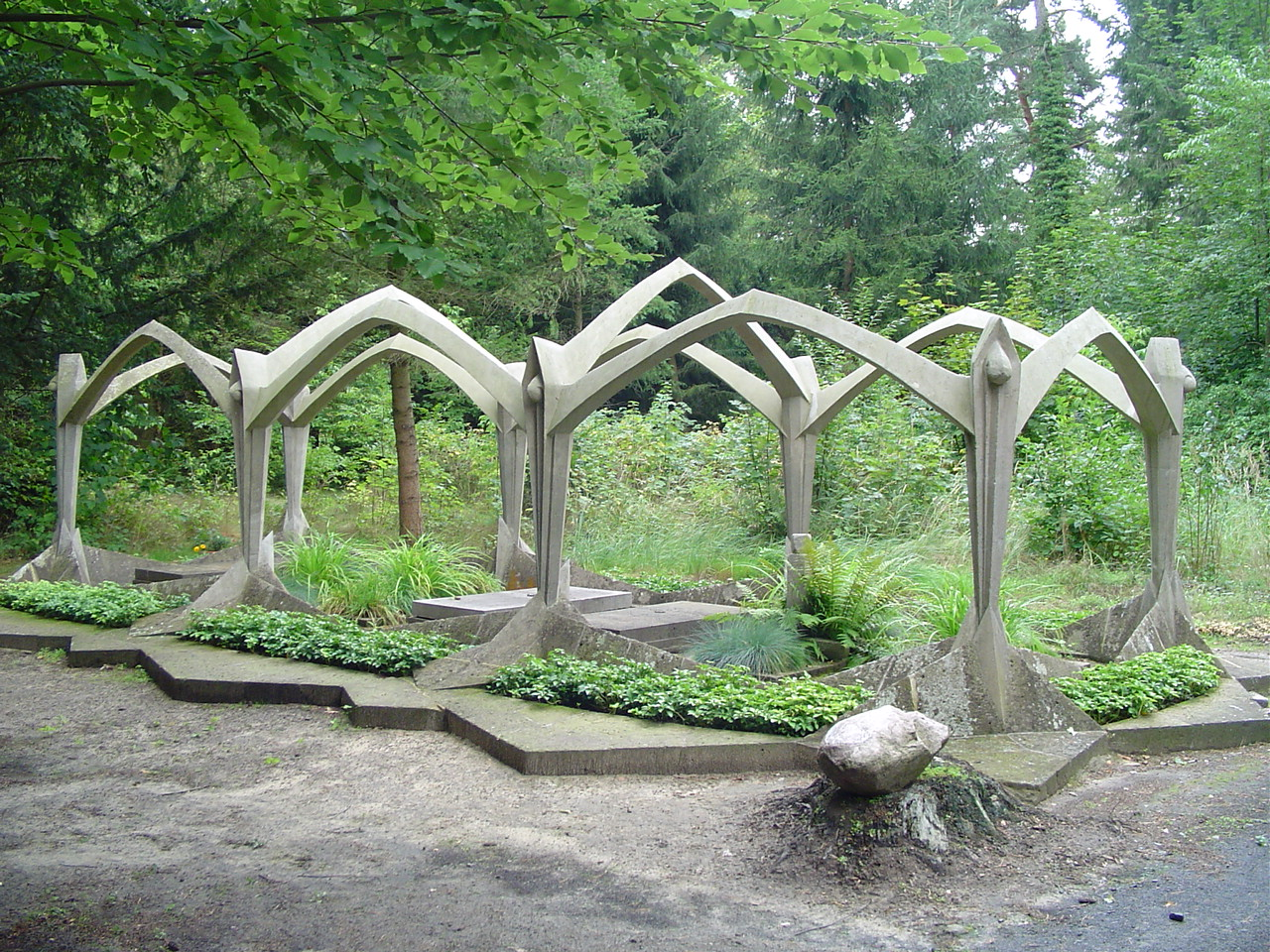
Wissinger-Grab

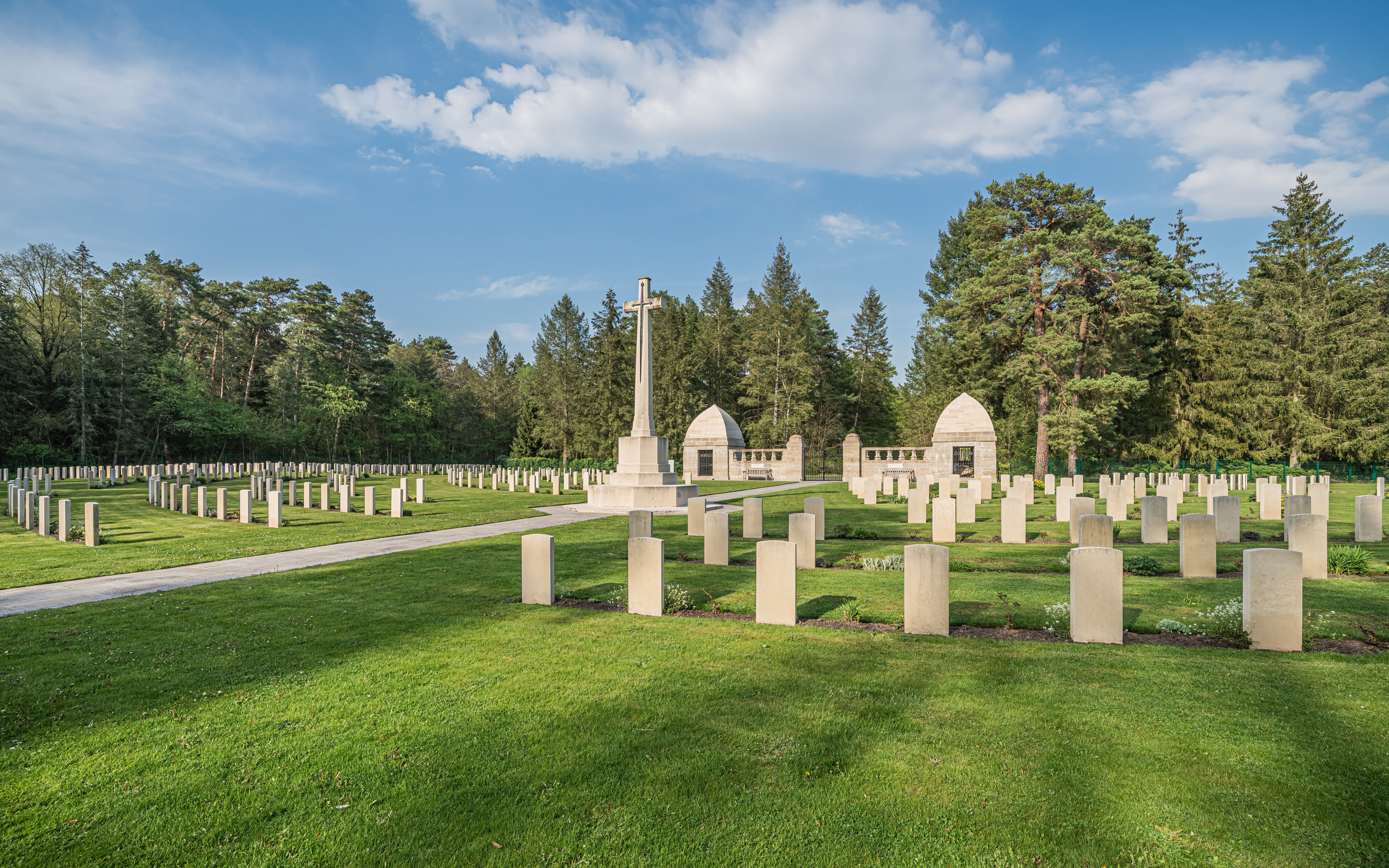
Britischer Soldatenfriedhof

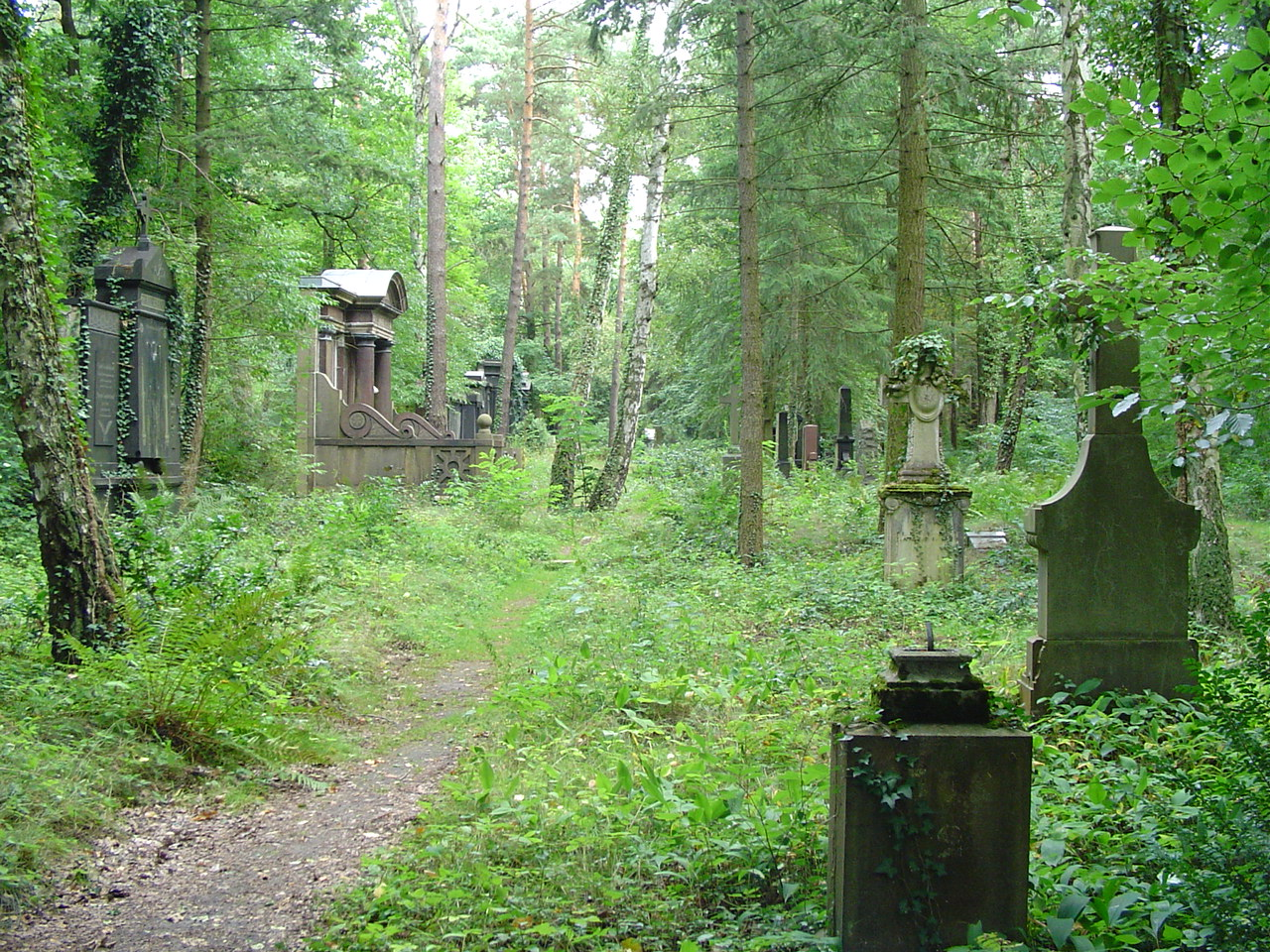
Grabfeld im Block Alte Umbettung

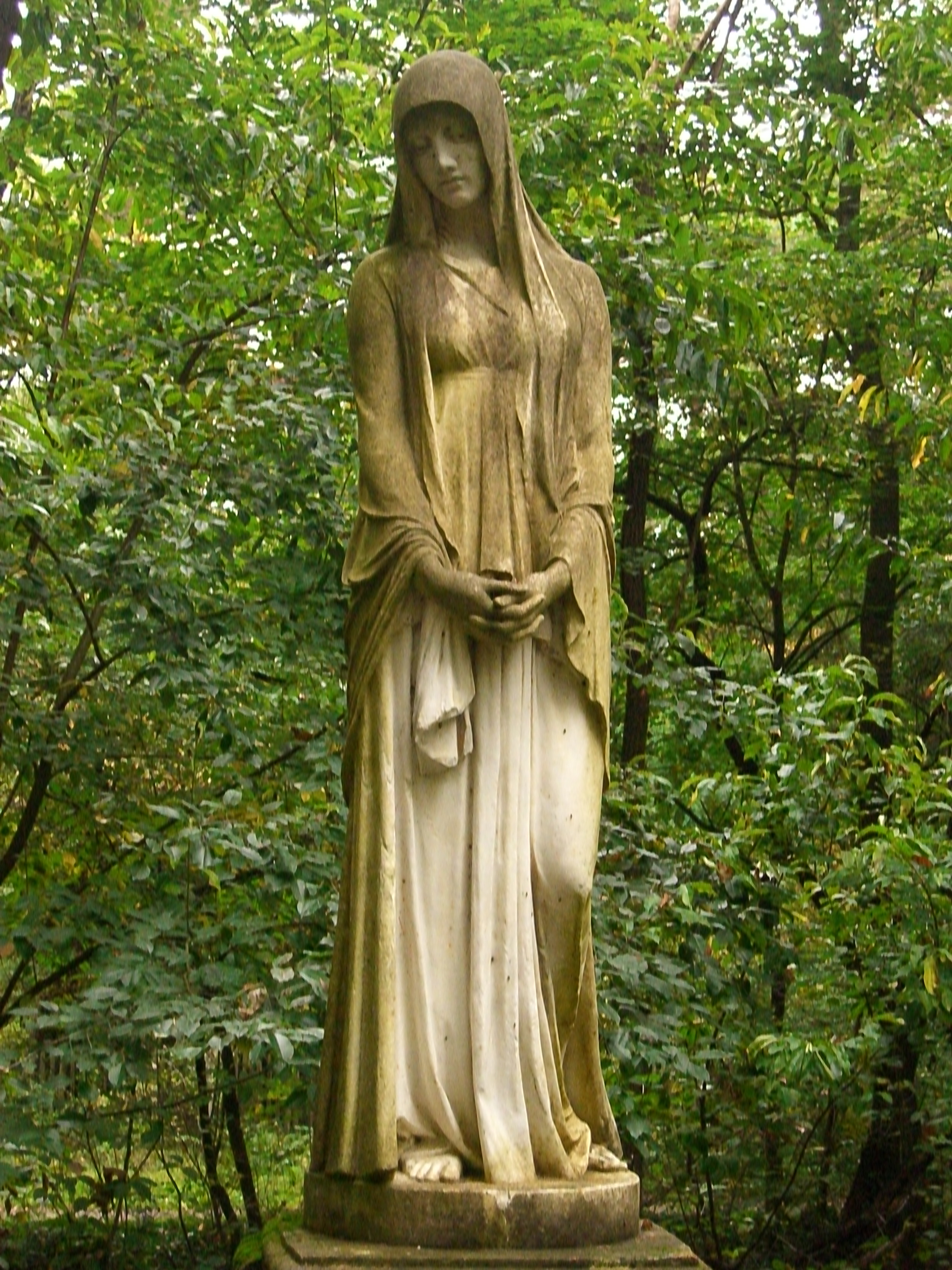
Grab des Hoffotografen Julius Cornelius Schaarwächter, komplett mit der Trauernden (1905) von Wilhelm Wandschneider, 1938 vom Alten St.-Matthäus-Kirchhof Berlin umgebettet

Durch seine attraktive Gestaltung und den S-Bahn-Anschluss gewann der Kirchhof nun zunehmend an Bekanntheit und Bedeutung im damaligen Berliner Bestattungswesen. Allein in den ersten 25 Jahren seines Bestehens nahm der Südwestfriedhof mehr als 35.000 Verstorbene auf. Das war nahezu ein Drittel der bis heute zu verzeichnenden etwa 120.000 Bestattungen. Zwar wurden vorwiegend Verstorbene protestantischen Glaubens beerdigt, doch wurden insbesondere in den für die städtischen Träger angelegten Blocks auch zahlreiche Angehörige anderer Religionsgemeinschaften und Konfessionslose bestattet. Auch für Juden, die ihre Angehörigen sonst meist auf jüdischen Friedhöfen Berlins bestatteten, waren damit Teile des Südwestfriedhofs offen. Schnell entwickelte sich die Anlage auch zu einem Berliner Prominentenfriedhof. Zahlreiche in den 1920er- und 1930er-Jahren verstorbene berühmte Persönlichkeiten aus Politik, Kultur, Wissenschaft und Technik fanden hier ihre letzte Ruhestätte.

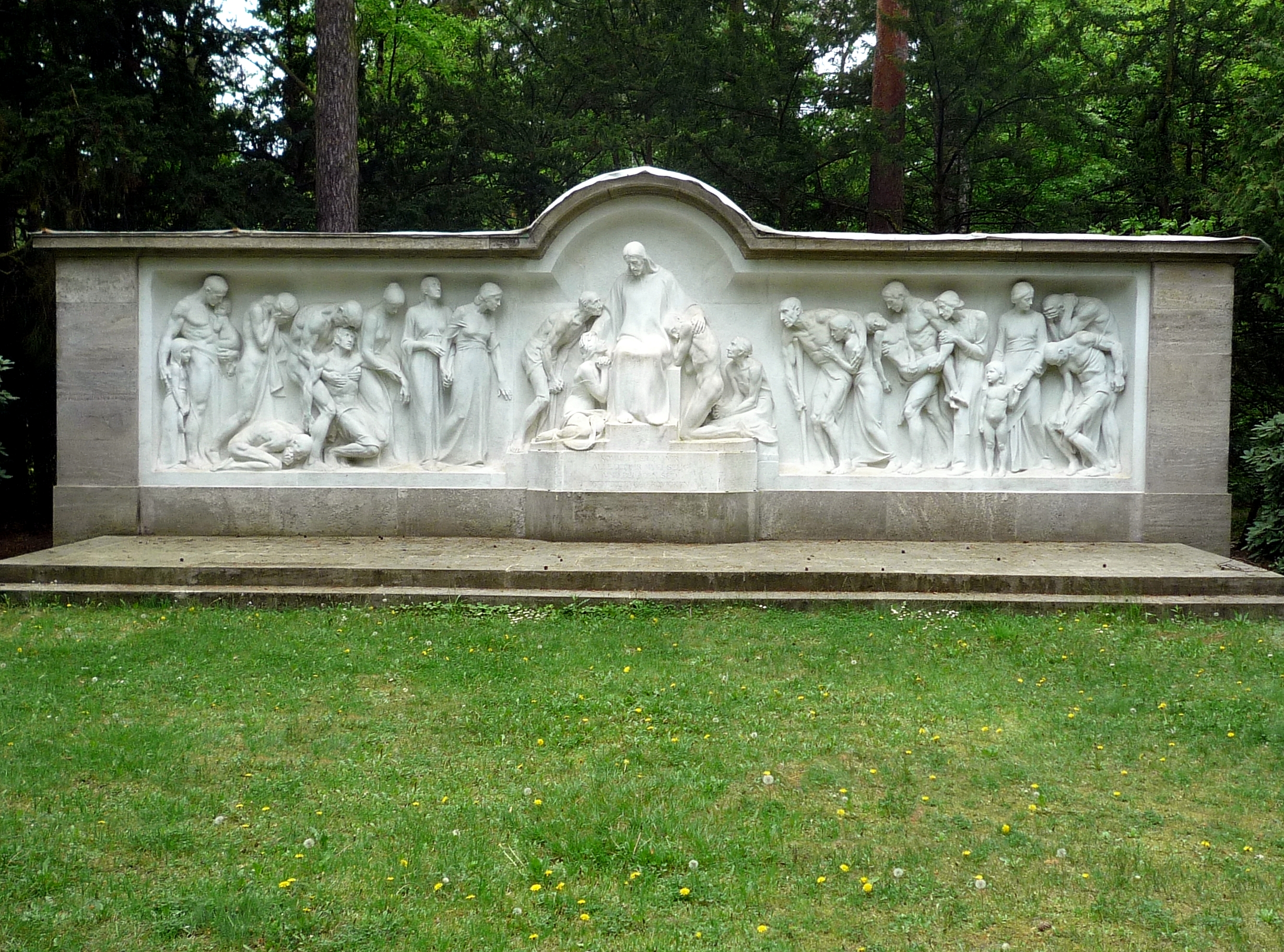
Christusdenkmal von Ludwig Manzel

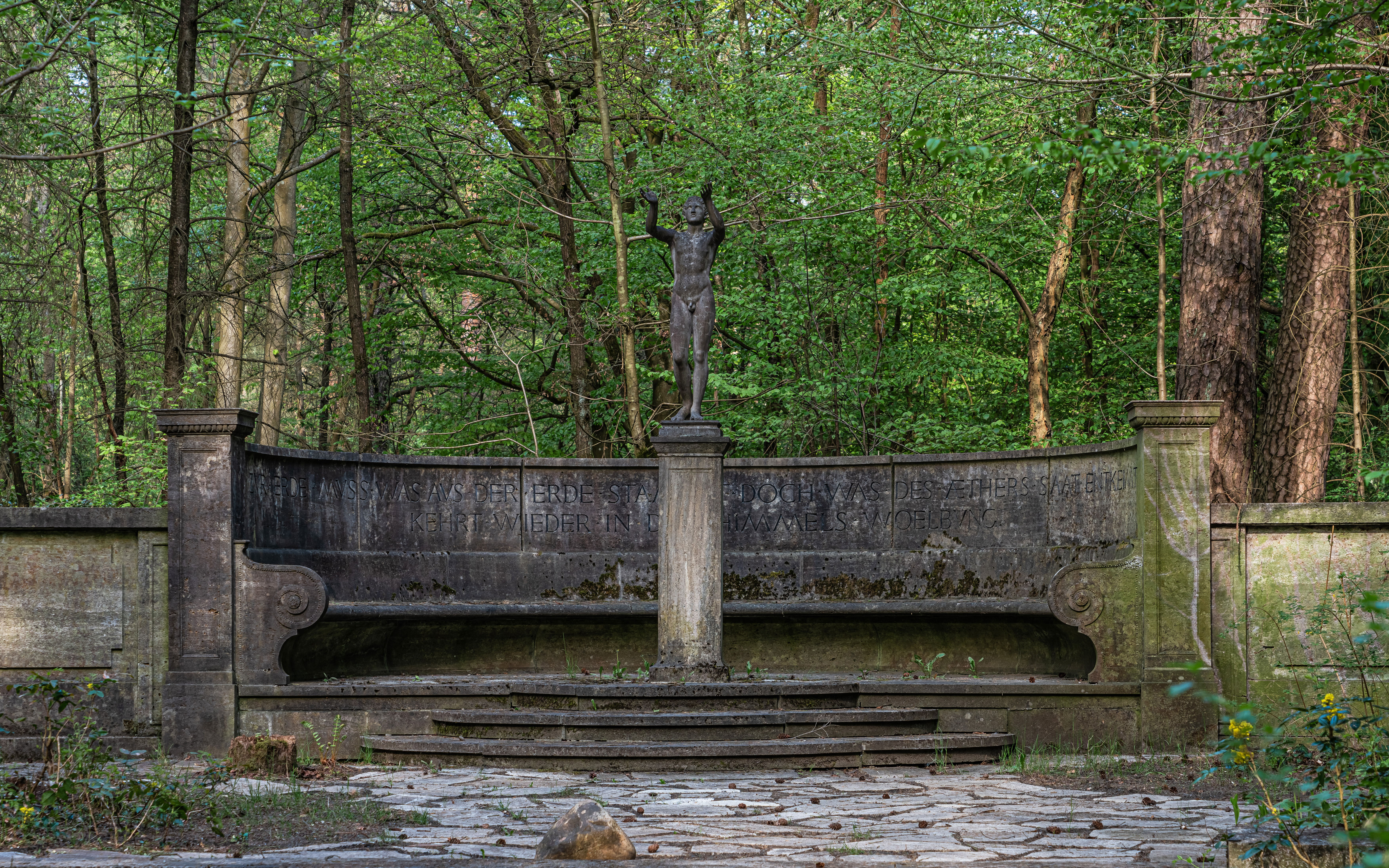
Grabstätte Solmssen (vorgesehen für Georg Solmssen, wegen Emigration in der NS-Zeit nicht belegt) im Block Trinitatis aus dem Jahr 1930; hinter der Bronzefigur die Inschrift:
Zur Erde muss, was aus der Erde stammt. Doch was des Äthers Saat entkeimte, kehrt wieder in des Himmels Wölbung.

Auf dem Friedhof entstanden zahlreiche kunsthistorisch bedeutsame Grabstätten der Sepulkralkultur des frühen 20. Jahrhunderts. Eine der bekanntesten ist die des Kaufmanns und Kunstmäzens Julius Wissinger im „Kapellenblock“ mit dem 1920 von Max Taut und Otto Freundlich geschaffenen expressionistischen Grabmal, einer auffälligen Arkadenkonstruktion auf acht Eisenbetonpfeilern. Zahlreiche Mausoleen und Erbbegräbnisse, die zum Teil von anderen Berliner Friedhöfen hierher überführt wurden, sind auf dem Südwestkirchhof zu sehen. Ein anderes Wahrzeichen des Kirchhofs ist das große Christus-Denkmal in der Nähe des Haupteingangs, ein 1923 hier aufgestelltes Marmor-Reliefbild von Ludwig Manzel. Dessen Grab befindet sich in unmittelbarer Nähe des Denkmals.
Nach dem Ersten Weltkrieg erwarben die britische und die italienische Regierung Flächen innerhalb des Südwestkirchhofs, um dort Ehrenfriedhöfe für ihre in deutscher Kriegsgefangenschaft verstorbenen Armeeangehörigen einzurichten. Die beiden jeweils etwa einen Hektar großen Soldatenfriedhöfe sind bis heute erhalten. Sie werden als Kriegsgräber heute vom Land Berlin betreut. Der britische South-Western Cemetery nahm insgesamt 1172 und der italienische rund 1650 Soldaten und Offiziere auf. Auf dem Südwestfriedhof wurde ein Denkmal für die im Ersten Weltkrieg gefallenen deutschen Soldaten errichtet.

### Folgen des Umbaus von Berlin ab 1938
Von der – durch den Generalbauinspektor für die Reichshauptstadt Albert Speer – geplanten Umgestaltung Berlins zur „Welthauptstadt Germania“ war nicht nur die lebende Bevölkerung betroffen. Der Südwestkirchhof in Stahnsdorf verdankt seine heutige Ausdehnung nicht zuletzt der Tatsache, dass die Schöneberger Friedhöfe Alter St.-Matthäus-Kirchhof, Neuer Zwölf-Apostel-Kirchhof, Friedhof Schöneberg I und Friedhof Schöneberg IV (Priesterweg) teilweise der geplanten Nord-Süd-Achse im Weg lagen bzw. den Bau neuer Gleisanlagen rund um den ebenfalls geplanten großen Süd-Bahnhof behinderten. Diese Umstände führten zur Schließung und größtenteils auch Räumung der betroffenen Friedhöfe Ende der 1930er-Jahre. Infolgedessen wurden bis 1940 rund 15.000 Grabstätten von diesen Friedhöfen nach Stahnsdorf umgebettet, unter ihnen auch etliche Gräber bekannter Personen wie die des Architekten Walter Gropius, Vater des Bauhaus-Gründers Walter Gropius, oder des Verlegers Gustav Langenscheidt. Etwa 120 teils repräsentative Familiengrabstätten befinden sich in einem seinerzeit speziell hierfür hergerichteten Gräberfeld, dem Block Alte Umbettung an der nördlichen Grenze des Kirchhofs zur alten Potsdamer Landstraße. Für den Großteil der umgebetteten Gräber von den Schöneberger Friedhöfen wurde der Block Neue Umbettung im südlichen Teil des Südwestkirchhofs angelegt. Die Gebeine von zirka 2000 nicht mehr identifizierbaren Toten aus aufgelassenen Gräbern oder solchen mit abgelaufener Ruhefrist wurden in diesem Bereich in zwei Sammelgräbern bestattet.
Eine weitere Umbettungsaktion erfolgte im Jahr 1949 aus der Ruine der bei dem alliierten Luftangriff vom 23. November 1943 zerstörten Garnisonkirche in Berlin-Mitte. Die unzerstörten Grüfte, in denen zwischen 1722 und 1830 unter anderem 15 Feldmarschälle und etwa 50 preußische Generäle bestattet wurden, waren mehrfach aufgebrochen und geplündert worden. Auf Veranlassung der sowjetischen Militäradministration fasste man die verbliebenen Überreste der Toten aus 199 bis dahin noch vorhandenen Särgen in 47 Särge zusammen, überführte sie auf den Südwestkirchhof und bestattete sie dort in einem Gemeinschaftsgrab nahe der Kapelle. Ende 2008 wurden in diesem Gemeinschaftsgrab die Überreste von weiteren gut 300 Toten beigesetzt, die ab dem Jahr 2004 bei Bauarbeiten auf dem Gelände des ehemaligen Gemeinenfriedhofs des Alten Garnisonfriedhofs in Berlin-Mitte durch Archäologen geborgen worden waren.

### Nach dem Zweiten Weltkrieg
In den letzten Kriegstagen des Zweiten Weltkrieges wurde die S-Bahn-Brücke der Friedhofsbahn über den Teltowkanal nördlich des Südwestkirchhofs von Soldaten der Wehrmacht gesprengt. Der Zugverkehr war unterbrochen; der Wiederaufbau der Bahnverbindung erfolgte erst drei Jahre später. Ab 1949 lag der Friedhof infolge der Teilung Deutschlands auf dem Gebiet der DDR; nach den Ereignissen vom 17. Juni 1953 war es Besuchern aus West-Berlin nur noch mit einem besonderen Passierschein möglich, den Südwestfriedhof und den Wilmersdorfer Waldfriedhof zu besuchen. Die endgültige Isolation des Kirchhofs wurde mit dem Mauerbau am 13. August 1961 besiegelt. Der Betrieb der Friedhofsbahn wurde von da an endgültig eingestellt, die Gleise wurden abgebaut; das ehemalige Bahnhofsgebäude verfiel mit der Zeit und wurde schließlich 1976 gesprengt. Wenngleich der Friedhof zu DDR-Zeiten weiterhin für Bestattungen geöffnet war, verlor er seine vorherige Bedeutung als großstädtische, zentrale Begräbnisstätte, da er von seinem ursprünglichen Einzugsgebiet, das nunmehr zu West-Berlin gehörte, endgültig abgeschnitten war. Auch wenn der Kirchhof im Jahr 1982 unter Denkmalschutz gestellt wurde, blieben viele – auch kunsthistorisch wertvolle – Grabmäler ihrem natürlichen Verfall überlassen.
Nach der Wende ging der Südwestkirchhof wieder in kirchliche Verwaltung über; sein heutiger Träger ist die Evangelische Kirche Berlin-Brandenburg-schlesische Oberlausitz. Die ursprüngliche herausragende Rolle im Bestattungswesen der deutschen Hauptstadt konnte der Südwestkirchhof zunächst allerdings nicht wieder erlangen: Nur noch etwa 80 Beisetzungen pro Jahr wurden hier in den 1990er Jahren vorgenommen. Dieser Umstand ließ sich nicht zuletzt darauf zurückführen, dass der S-Bahn-Anschluss des weit abgelegenen Areals nicht wieder errichtet wurde, aber auch auf den allgemein stark zurückgegangenen Begräbnisplatzbedarf in Deutschland infolge des zunehmenden Anteils anonymer Bestattungen sowie der abnehmenden Sterblichkeit. In den letzten Jahren wurde auf dem Südwestkirchhof mit dem Urnen-Baumgrab auf einem hierfür bestimmten bewaldeten Grabfeld eine neue Form der Bestattung ermöglicht, die sonst nur von den sogenannten „Friedwäldern“ angeboten wird. Durch die Attraktivität dieser Bestattungsform und die allgemein gewachsene Aufmerksamkeit, die dem Südwestkirchhof in den Medien zuteilwurde, ist die Zahl der Bestattungen wieder auf etwa 1000 pro Jahr gestiegen.
Eine weitaus größere Bedeutung als die einer reinen Begräbnisstätte kommt dem Südwestkirchhof allerdings als historischer Friedhof und große Denkmalanlage zu, auch wenn, nicht zuletzt mangels finanzieller Mittel, bei weitem nicht alle bedeutenden Denkmäler restauriert werden konnten. Seit 2000 bemüht sich der Förderverein Südwestkirchhof Stahnsdorf e. V. um den Erhalt und die Pflege schutzwürdiger Denkmäler auf dem Friedhof und bietet regelmäßige Führungen und Gedenkveranstaltungen zu hier bestatteten Personen an. Auch die im Sommer 2003 durchgeführte „Lange Nacht auf dem Südwestkirchhof“ wurde vom Förderverein veranstaltet.

## Natur

### Überblick
Nicht nur die architektonisch besonders markanten Grabmäler sowie Begräbnisplätze berühmter Personen machen den Kirchhof sehenswert; auch landschaftlich zählt die Stahnsdorfer Nekropole zu den attraktivsten ihrer Art nicht nur im Berliner Raum, sondern auch in ganz Deutschland. Bedingt auch durch die sehr geringe Nutzung des Friedhofs in den Zeiten der deutschen Teilung, sind viele Grabfelder so dicht mit Wald und Gebüsch zugewachsen, dass große Teile des Friedhofs auf den ersten Blick kaum von einem gewöhnlichen Wald zu unterscheiden sind; lediglich alte, von Wildwuchs umgebene Grabsteine und verwitterte Kreuze erinnern an die alten Blütezeiten dieser Nekropole.

### Tiere
Auch einer artenreichen Fauna mit zum Teil bedrohten Tieren wird hier Lebensraum geboten. Zu nennen sind beispielsweise über 40 Brutvogelarten, darunter Schwarzspecht, Mäusebussard und Waldkauz, ferner Säugetiere wie Dachse, Wildschweine, Rehe und Füchse sowie 211 Schmetterlings- und 310 holzbewohnende Insektenarten. Auch vier Arten Fledermäuse leben auf dem Friedhof, vornehmlich in alten Mausoleen und Grüften.
Die Wildschweine haben sich in den vergangenen Jahrzehnten zunehmend zu einer Plage entwickelt. Ganze Wildschweinrotten verwüsteten bereits mehrfach große Abschnitte des Friedhofs, wie beispielsweise im Spätsommer des Jahres 2007, als sie auf einem Feld mit 1070 Kriegsgräbern den gesamten Rasen aufwühlten. Das Kriegsgräberfeld wird vom Berliner Senat unterhalten, der für die Wiederherstellung etwa 4000 Euro aufbringen musste. Außerdem haben wiederholt Unbekannte Einzäunungen der Anlage beschädigt, sodass aus den umliegenden Wäldern weitere Tiere Einlass fanden. Mittlerweile kommen die Wildtiere regelmäßig, weswegen seit 1993 regelmäßige Wildschweinjagden auf dem Kirchhofgelände stattfinden. Viele Tiere wurden so schon zur Strecke gebracht. „Ansitzdrückjagden“ werden wohl auch weiterhin notwendig sein. Zeitungen, der RBB und das regionale Kabelfernsehen teltOwkanal berichteten mehrfach darüber. Die Kirchenverwaltung sieht den eher wachsenden Bestand der Wildschweine auf dem Friedhofsgelände als Problem. Zusätzliche Jagdaufträge mit Sondergenehmigungen über das Winterhalbjahr und die zu Beginn des Jahres 2009 vorgenommene Verstärkung des Zaunes führten zu keiner Verbesserung. Nach erfolgreicher Bestandsreduzierung im Jahr 2012 wuchs der Wildbestand erneut. Ab 24. Juli 2013 bis Ende März 2014 wurde daher die Jagd außerhalb der Besuchszeiten zugelassen.

### Pflanzen
Das Areal des Kirchhofs umfasst mittlerweile rund 200.000 Bäume und unzählige seltene Gräser, Büsche oder Blumen.
Der Förderverein Südwestkirchhof Stahnsdorf bietet regelmäßig Führungen an, bei denen außer der Geschichte der Bestattungsanlage die Grabstätten sowie die Fauna und Flora vorgestellt werden, sowie Projekttage für Schulklassen.

## Liste der Gräberfelder
Die Gräberfelder der einzelnen Kirchengemeinden heißen Blocks. Neben den Blocks der Kirchengemeinden gibt es noch besondere, später entstandene Blocks z. B. für Kriegsgräber und Umbettungen (siehe oben). Inzwischen sind viele der hier aufgeführten Kirchengemeinden mit Nachbargemeinden unter neuen Namen fusioniert.
- Block Alte Umbettung: Evangelische Kirchengemeinde der St. Matthäikirche, Berlin-Tiergarten, Gräber, die von ihrem Alten Friedhof hierher umgebettet wurden (wie oben beschrieben)
- Block Charlottenburg: Gräberfeld für verstorbene Charlottenburger gleich welchen Bekenntnisses oder auch ohne Religionszugehörigkeit
- Block Epiphanien: Evangelische Kirchengemeinde der Epiphanien-Kirche, Westend
- Block Erlöser: Evangelische Kirchengemeinde der Erlöser-Kirche, Moabit
- Garnisongrab: Umbettung aus den Grüften der Berliner Garnisonkirche (1949) und von aufgelassenen Teilen des Alten Garnisonfriedhofs in Berlin-Mitte
- Block Grunewald: für Verstorbene aus Grunewald ausgewiesen, aber nur mit zwei Gräbern belegt
- Block Gustav-Adolf: Evangelische Kirchengemeinde der Gustav-Adolf-Kirche, Charlottenburg-Nord
- Block Heilig Geist: Evangelische Kirchengemeinde der Heiligen-Geist-Kirche, Moabit
- Heldenblock: Kriegsgräber deutscher Soldaten aus der Zeit des I. Weltkriegs
- Italienischer Soldatenfriedhof: Gräber von 1650 italienischen Soldaten aus der Zeit des I. Weltkriegs
- Englischer Soldatenfriedhof (Berlin South-Western Cemetery): Gräber von 1172 britischen Soldaten aus der Zeit des I. Weltkriegs
- Kapellenblock: eine freigehaltene Sichtachse vor der Friedhofskapelle mit nur wenigen Gräbern
- Block Lietzensee: Evangelische Kirchengemeinde der Kirche am Lietzensee, Witzleben
- Block Nathanael: Evangelische Kirchengemeinde der Nathanael-Kirche in der Siedlung am Grazer Damm, Schöneberg
- Neue Umbettung: Bei der Räumung von Schöneberger Friedhöfen wurden Verstorbene hierher umgebettet (wie oben beschrieben)
- Block Neuer Ehrenhain
- Block Reformation: Evangelische Kirchengemeinde der Reformationskirche, Moabit
- Block Schöneberg: Gräberfeld für verstorbene Schöneberger gleich welchen Bekenntnisses oder auch ohne Religionszugehörigkeit
- Block Schöneberg II: Gräberfeld für verstorbene Schöneberger gleich welchen Bekenntnisses oder auch ohne Religionszugehörigkeit
- Schwedischer Friedhof: Lutherische schwedische Victoriagemeinde Berlin mit Kirche in Wilmersdorf.
- Schwesternblock (ev. St. Elisabeth-Diakonissen)
- Block Stahnsdorf: Gräberfeld für verstorbene Stahnsdorfer gleich welchen Bekenntnisses oder ohne Religionszugehörigkeit
- Block Trinitatis: Evangelische Kirchengemeinde der Trinitatis-Kirche, Charlottenburg
- Block Urnengemeinschaft
- Block Urnenhain I
- Block Urnenhain II
- Block Urnenhain III

## Bestattete Persönlichkeiten

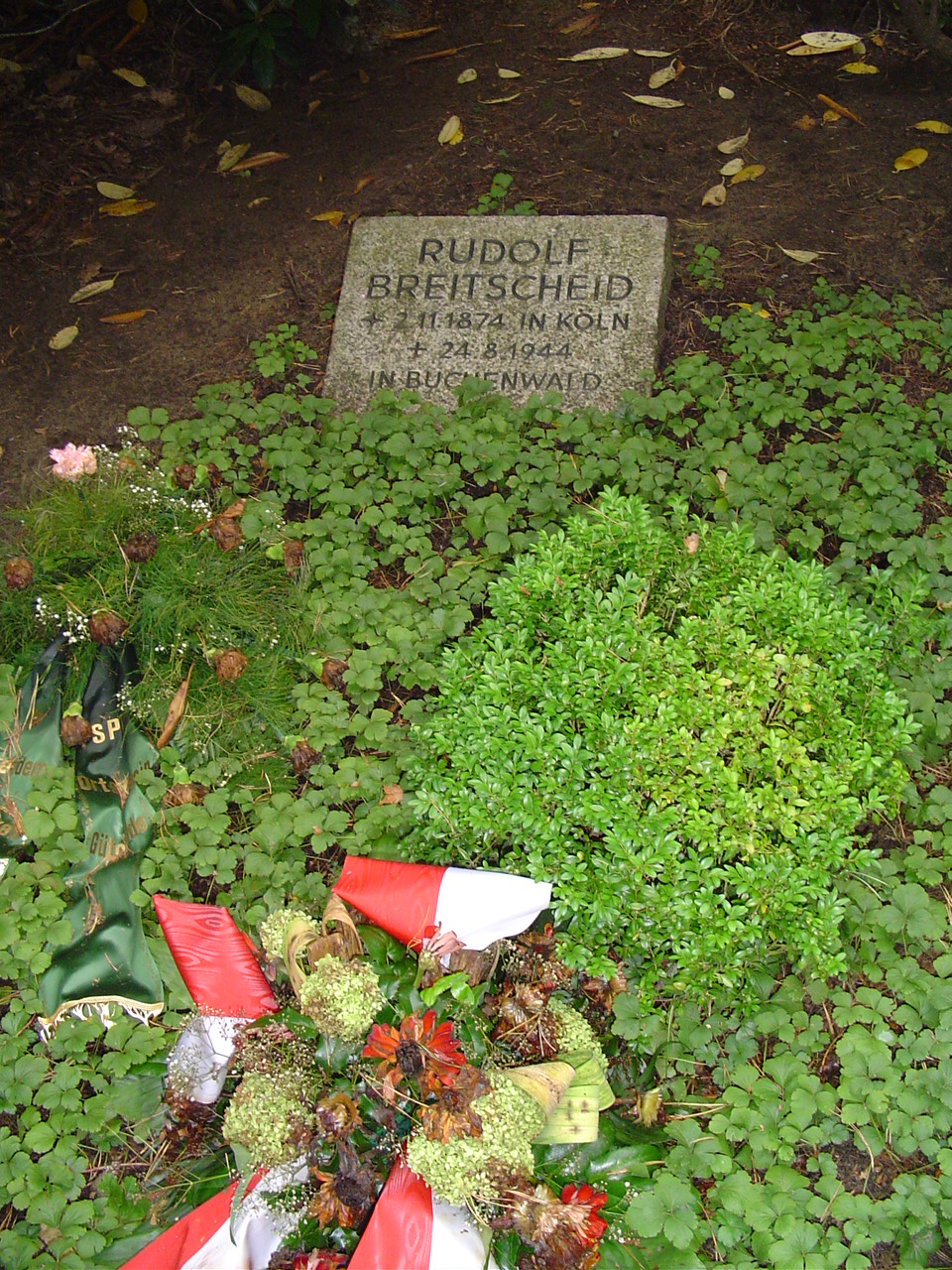
Grab von Rudolf Breitscheid

Auf dem Südwestfriedhof fanden zahlreiche mehr oder weniger bedeutende Persönlichkeiten vor allem des späten 19. und frühen 20. Jahrhunderts ihre letzte Ruhe, manche von ihnen in aufwendigen Erbgrabstätten. Nachfolgend werden sie in alphabetischer Reihenfolge aufgelistet. Auf dem Friedhof befinden sich 18 Grabstätten mit Ehrengräbern, die in Pflege des Landes Berlin stehen.
(± = Ehrengrab des Landes Berlin)

### A–B
- Max Adalbert (1874–1933), Schauspieler (Block Urnenhain I)
- Hugo Alexander-Katz (1846–1928), Jurist und Schriftsteller (Block Alte Umbettung)
- Georg Graf von Arco (1869–1940), Physiker und Funkpionier (Block Heilig Geist)
- Elisabeth Baronin von Ardenne ± (1853–1952), Vorbild für die Figur „Effi Briest“ (Block Trinitatis)
- Carl von Arnim (1831–1905), Verwaltungsjurist (Block Neue Umbettung)
- Julius Arnold (1847–1926), Jurist und Reichstagsabgeordneter (Block Lietzensee)
- Lola Artot de Padilla (1876–1933), Sopranistin (Block Charlottenburg)
- Fritz Banneitz (1885–1940), Ingenieur und Fernsehtechniker (Block Charlottenburg)
- Adolf Bastian ± (1826–1905), Ethnologe (Block Trinitatis)
- Julius Becher (1842–1907), Arzt (Block Alte Umbettung)
- Wilhelm von Bezold (1837–1907), Physiker und Meteorologe (Block Neue Umbettung Sammelgrab)
- Arthur Binz (1868–1943), Chemiker (Block Trinitatis)
- Fritz Bley (1853–1931), Schriftsteller (Block Schöneberg)
- Ludwig Blumreich (1872–1932), Gynäkologe (Block Charlottenburg)
- Friedrich Boden (1870–1947), braunschweigischer Diplomat (Block Nathanael)
- Georg Bodenstein (1860–1941), Verwaltungsjurist (Block Epiphanien)
- Alfred Boehm-Tettelbach (1878–1962), General der Infanterie (Block Erlöser)
- Hermann Boost (1864–1941), Bauingenieur, Professor an der Technischen Hochschule (Block Reformation)
- August Borchard (1864–1940), Chirurg und Generalarzt (Block Lietzensee)
- Eberhard Borkmann (1935–2015), Kameramann (Block Lietzensee)
- Rudolf Bosselt (1871–1938), Bildhauer, Medailleur und Reformpädagoge (Urnenhain II)
- Hans-Dietrich von Bothmer (1941–2017), Diplomat
- Franz Bracht (1877–1933), Politiker (Block Charlottenburg)
- Rudolf Breitscheid ± (1874–1944), sozialdemokratischer Politiker der Weimarer Republik, MdR (Block Lietzensee)
- Paul Brockmüller (1864–1925), Maler und Illustrator (Block Nathanael)
- Carl Bruhns (1869–1934), Dermatologe (Block Heilig Geist)
- Thea Brünner (1927–2016), Verbraucherschützerin
- Walter Burghardt (1885–1938), Politiker (NSDAP), MdR (Block Trinitatis)
- Alexander von Busse (1814–1878), Generalleutnant (Block Neue Umbettung)

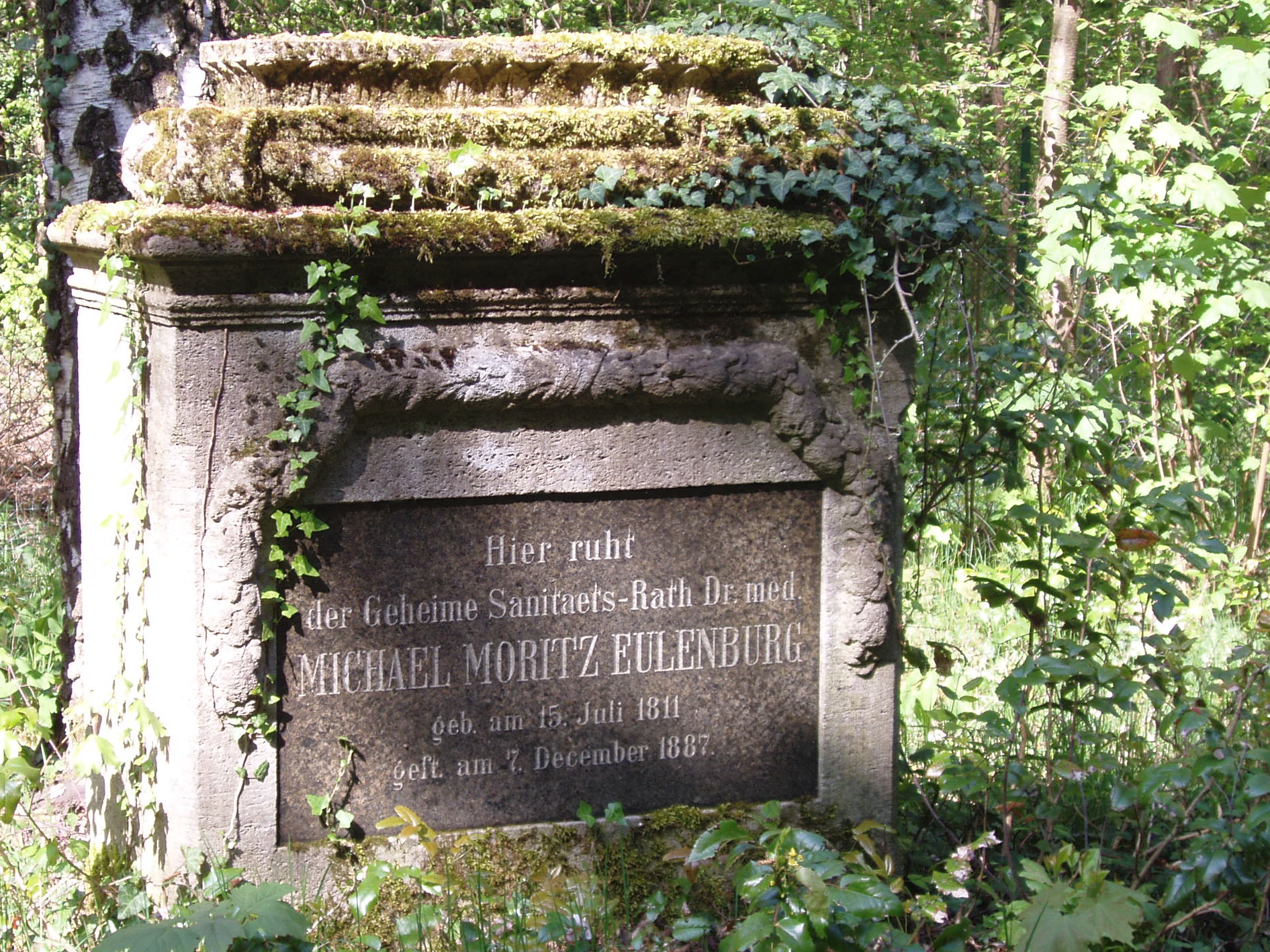
Grab von Michael Moritz Eulenburg

### C–F
- Richard Calwer (1868–1927), Publizist und Politiker, MdR (Block Reformation)
- Hugo Conwentz (1855–1922), Botaniker und Naturschützer (Block Neue Umbettung)
- Lovis Corinth ± (1858–1925), impressionistischer Maler (Block Trinitatis)
- Max de Crinis (1889–1945), Psychiater und Neurologe (Block Stahnsdorf)
- Otto Dambach (1831–1899), Politiker, Rechtsgelehrter (Block Neue Umbettung)
- Jean Eduard Dannhäuser (1868–1925), Bildhauer (Block Erlöser)
- Paul Deegener (1875–1949), Zoologe und Entomologe (Block Trinitatis)
- Theodor Demmler (1879–1944), Kunsthistoriker (Block Lietzensee)
- Erna Denera (1879–1938), Sopranistin (Block Charlottenburg)
- Inge Deutschkron ± (1922–2022), Journalistin und Autorin, Holocaustüberlebende
- Wilhelm Diegelmann (1861–1934), Schauspieler (Block Trinitatis)
- Hugo Distler (1908–1942), Komponist (Block Reformation)
- Richard Dittmer (1840–1925), Konteradmiral und Marine-Schriftsteller (Block Schöneberg)
- Friedrich Dolezalek (1873–1920), Physiko-Chemiker (Block Charlottenburg)
- Max Donisch (1881–1941), Komponist und Musikschriftsteller (Block Nathanael)
- Max Donnevert (1872–1936), Jurist, Politiker und Wissenschaftsfunktionär (Block Charlottenburg)
- Otto Dziobek (1856–1919), Mathematiker und Hochschullehrer (Block Trinitatis)
- Richard Eilenberg (1848–1927), Komponist (Block Reformation)
- Arne Elsholtz (1944–2016), Synchronsprecher und Schauspieler
- Albert Eulenburg (1840–1917), Neurologe und Sexuologe (Block Alte Umbettung)
- Franz Eulenburg (1867–1943), Nationalökonom (Block Urnenhain III)
- Michael Moritz Eulenburg (1811–1887), Orthopäde (Block Alte Umbettung)
- Ernst Ewald (1836–1904), Maler und Kunstgewerbler (Block Alte Umbettung)
- Karl Emil Anton Ewald (1845–1915), Internist (Gastroenterologe) (Kapellenblock)
- Klaus Faber (1940–2019), Jurist, Publizist und Politiker (Block Reformation)
- Paul Faber (1880–1939), Fußballspieler und Sportfunktionär (Block Nathanael)
- Ingeborg Falck (1922–2005), Geriaterin (Block Neuer Ehrenhain)
- Otto von Falke (1862–1942), Kunsthistoriker (Block Erlöser)
- Georgios Fatouros (1927–2018), Byzantinist (Block Reformation)
- Franz Feist (1864–1941), Chemiker (Block Erlöser)
- Reinhold Felderhoff (1865–1919), Bildhauer (Block Trinitatis)
- Kurt Feldt (1887–1970), General der Kavallerie (Block Trinitatis)
- Oskar Fleischer (1856–1933), Musikwissenschaftler (Block Erlöser)
- Max Fleischmann (1872–1943), Jurist (Block Trinitatis)
- Max von Foerster (1845–1905), Ingenieuroffizier und Unternehmer (Block Alte Umbettung)
- Theodor Fontane jun. (1856–1933), Intendanturbeamter (Kapellenblock)
- Jean Kurt Forest (1909–1975), Komponist (Block Epiphanien)
- Rudolf Frank (1863–1926), Chemiker und Industrieller (Block Reformation)
- Moritz Freiberger (1861–1937), Textilchemiker (Block Charlottenburg)
- Otto Freybe (1865–1923), Meteorologe (Block Nathanael)
- Walther Frieboes (1880–1945), Dermatologe (Block Reformation)
- Max Friedlaender (1852–1934), Musikwissenschaftler (Liedforscher) (Block Erlöser)
- Karl Frik (1878–1944), Röntgenologe (Block Heilig Geist)
- Hermann Friling (1867–1940), Maler, Illustrator und Innenarchitekt (Block Charlottenburg)
- Otto Frömmel (1873–1940), Kinderbuch-Schriftsteller (Block Lietzensee)
- Fritz Fuhrmeister (1862–1937), Komponist und Liedpianist (Block Trinitatis)

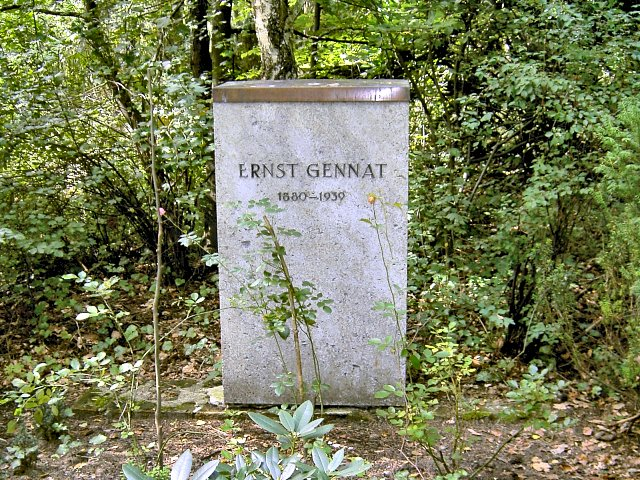
Grab von Ernst Gennat

### G–H
- Otto Gaebel (1837–1906), Verwaltungsjurist (Neue Umbettung)
- Heinrich Gebhardt (1885–1939), Konteradmiral (Block Nathanael)
- Hermann Geib (1872–1939), Jurist und Politiker (Block Trinitatis)
- Ernst Gennat (1880–1939), Kriminalist (Block Reformation)
- Arthur Georgi sen. (1865–1945), Verlagsbuchhändler (Block Trinitatis)
- Gerd Gericke (1935–2021), Dramaturg (Block Schöneberg)
- Franz Gerkrath (1835–1901), Versicherungsfachmann (Block Neue Umbettung)
- Konrad Görler (1936–2012), Geologe (Block Nathanael, Urnengemeinschaftsfeld)
- Georg Gothein (1857–1940), Politiker, MdR (Block Reformation)
- Joachim Gottschalk ± (1904–1941), Schauspieler (Block Charlottenburg)
- Adolf Gottstein ± (1857–1941), Mediziner (Block Nathanael)
- Hermann Granier (1857–1941), Historiker und Archivar (Block Nathanael)
- Evelyn Gressmann (1938–2018), Schauspielerin und Synchronsprecherin (Block Lietzensee)
- Wilhelm Groener (1867–1939), Generalleutnant und Politiker (Kapellenblock)
- Walter Gropius senior (1848–1911), Architekt (Block Neue Umbettung)
- Ernst Gumlich (1859–1930), Physiker (Block Trinitatis)
- Thomas Gumpert (1952–2021), Schauspieler (Block Urnenhain II)
- Hanno Günther (1921–1942), Widerstandskämpfer (Block Urnenhain III)
- Wilhelm Guttmann (1886–1941), Opernsänger und Komponist (Block Urnenhain II)
- Ferdinand Haasenstein (1828–1901), Werbungsmittler und Buchhändler (Block Alte Umbettung)
- Franz Habich (1852–1937), Architekt (Block Charlottenburg)
- François Haby (1861–1938), Parfumeur, Hoffrisör Kaiser Wilhelms II. (Block Alte Umbettung)
- Adolf von Hahnke (1873–1936), Verwaltungsjurist (Block Nathanael)
- Max Haller (1867–1935), Ingenieur und Industrieller (Block Epiphanien)
- Erich Hamann (1880–1949), Unternehmer (Kapellenblock)
- Erik Jan Hanussen (1889–1933), Varietékünstler (Block Charlottenburg)
- Carl Dietrich Harries (1866–1923), Chemiker (Block Trinitatis, im Familiengrab Siemens)
- Wilhelm Hartmann (1853–1922), Maschinenbautechniker (Heldenblock)
- Hannjo Hasse (1921–1983), Schauspieler (Block Schöneberg)
- Paul Hassel (1838–1906), Historiker und Archivar (Block Alte Umbettung)
- Dorothea Haupt (1929–2022), Architektin
- Walter Hauschild (1876–1969), Bildhauer (Block Heilig Geist)
- Dieter Thomas Heck (1937–2018), Moderator und Showmaster (Block Urnenhain II)
- Christian Heidecke (1837–1925), Architekt (Block Alte Umbettung)
- Eduard Heilfron (1860–1938), Jurist (Block Charlottenburg)
- Erwin von Heimerdinger (1856–1932), Generalmajor und Politiker (Block Urnenhain II)
- Elfriede Heisler (1885–1919), Schauspielerin der Stummfilmzeit (Block Erlöser)
- Rudolf Hellwag (1867–1942), Marine- und Landschaftsmaler (Block Schöneberg)
- Theodor Hemptenmacher (1853–1912), Verwaltungsjurist und Bankier (Block Alte Umbettung)
- Otto Henrich (1871–1939), Ingenieur und Unternehmer (Kapellenblock)
- Friedrich August Herbig (1794–1849), Verlagsbuchhändler (Block Alte Umbettung)
- Hans Hermann (1870–1931), Komponist, Kontrabassist und Musikpädagoge (Block Neue Umbettung)
- Paul Herz (1854–1930), Jurist (Block Schöneberg)
- Willy Heß (1859–1939), Violinvirtuose und Violinlehrer (Block Trinitatis)
- Emil Heymann (1878–1936), Neurochirurg (Block Schöneberg)
- Karl Hilgers (1844–1925), Bildhauer (Block Trinitatis)
- Max Hoenow (1851–1909), Landschaftsmaler (Block Neue Umbettung)
- Otto von Hoffmann (1833–1905), Verwaltungsjurist (Block Alte Umbettung)
- Karl Holl (1866–1926), Kirchenhistoriker (Block Trinitatis)
- Friedrich Carl Holtz (1882–1939), politischer Schriftsteller und Verleger (Block Heiliggeist)
- Jürgen Holtz (1932–2020), Schauspieler und bildender Künstler (Block Nathanael)
- Ivan Horák (1942–2009), Molekularbiologe (Block Lietzensee)
- Gustav Horcher (1873–1931), Gastronom (Block Trinitatis)
- Paul Hubrich (1869–1948), Bildhauer (Block Heilig Geist)
- Engelbert Humperdinck ± (1854–1921), Komponist (Block Erlöser)
- Richard Hüttig (1908–1934), Widerstandskämpfer (Block Charlottenburg)

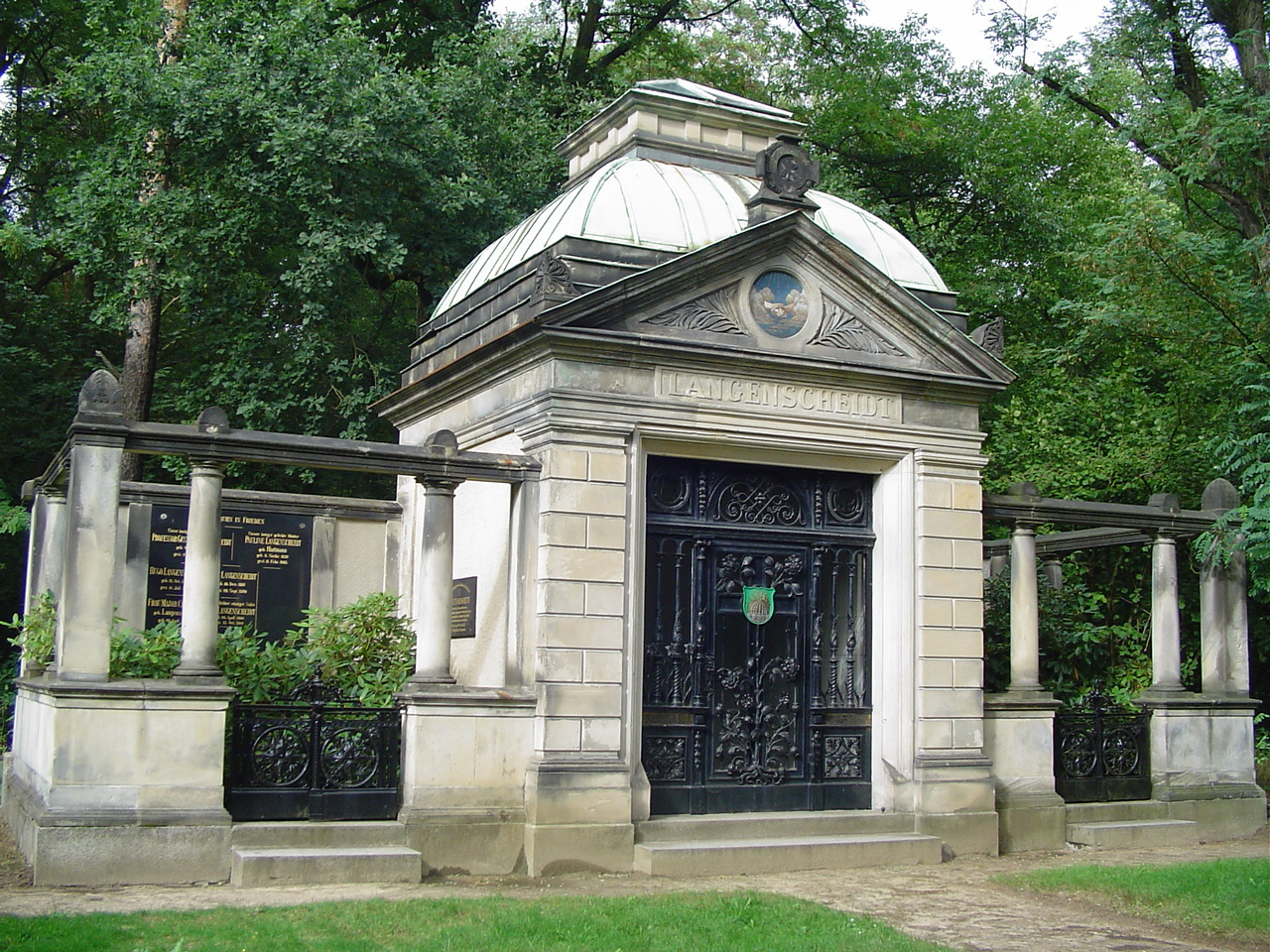
Mausoleum Langenscheidt

### I–K
- Heinrich Ilgenfritz (1899–1969), Kupferstecher, Lithograf und Radierer (Block Lietzensee)
- Martin Jacobi (1865–1919), Komponist (Block Reformation)
- Emil Jacobs (1868–1940), Bibliothekar (Block Stahnsdorf)
- Siegfried Jacobsohn ± (1881–1926), Journalist und Theaterkritiker (Block Charlottenburg)
- Andreas Fedor Jagor (1816–1900), Forschungsreisender und Ethnograf (Block Alte Umbettung)
- Uwe Jellinek (1953–2023), Synchronsprecher und Schauspieler
- Georg Jochmann (1874–1915), Internist und Bakteriologe (Block Epiphanien)
- Ernst Joerges (1874–1926), Jurist und Politiker (Block Lietzensee)
- Georg Jopke (1929–2017), Journalist (Block Reformation)
- Julius Jordan (1877–1945), Archäologe (Block Trinitatis)
- Max Jordan ± (1837–1906), Kunsthistoriker (Block Trinitatis)
- Anna Justice (1962–2021), Filmregisseurin und Drehbuchautorin (Block Urnenhain I)
- Gustav Kadelburg (1851–1925), Dichter (Block Erlöser)
- Johannes Kaempf (1842–1918), Politiker, Präsident des Deutschen Reichstags (Block Alte Umbettung)
- Wilhelm Kahlert (1877–1932), Vizeadmiral (Block Nathanael)
- Erich Kaiser-Titz (1875–1928), Theater- und Filmschauspieler (Block Lietzensee)
- Oskar Kanehl (1888–1929), Dichter (Block Charlottenburg)
- Georg Kautz (1860–1940), Jurist und Verwaltungsbeamter (Block Reformation)
- Hermann Kawerau (1852–1909), Organist (Block Epiphanien)
- Karl Kehrer (1849–1924), General der Artillerie (Block Trinitatis)
- Willem Kes (1856–1934), niederländischer Dirigent und Violinist (Block Erlöser)
- Wolfram Kleiss (1930–2020), Bauforscher und Archäologe (Block Schöneberg)
- Alexander von Kluck (1846–1934), Generaloberst (Block Heilig Geist)
- Jürgen Kluckert (1943–2023), Schauspieler und Synchronsprecher (Block Lietzensee)
- Wilhelm Klumberg (1886–1942), deutschbaltischer Staats- und Wirtschaftswissenschaftler (Block Trinitatis)
- Alexander Koch (1966–2019), Prähistoriker, Präsident der Stiftung Deutsches Historisches Museum (Block Lietzensee)
- Max Otto Köbner (1869–1934), Verwaltungsjurist und Hochschullehrer (Kapellenblock)
- Willi König (1884–1955), Meteorologe (Block Lietzensee)
- Paul Kolbe (1848–1933), Generalmajor und Militärschriftsteller (Block Heilig Geist)
- Else Krafft-Stramm (1877–1947), Schriftstellerin (Block Heilig Geist)
- Hermann Krause (1848–1921), Mediziner (Laryngologe) (Block Trinitatis)
- Emil Krebs (1867–1930), Sinologe und Sprachgenie (Block Epiphanien)
- Harald Kretzschmar (1931–2024), Karikaturist, Grafiker und Feuilletonist (Block Stahnsdorf)
- Herbert Kröger (1913–1989), Jurist und Hochschullehrer (Block Stahnsdorf)
- Ernst Kromayer (1862–1933), Dermatologe und Hochschullehrer
- August Krönig (1822–1879), Chemiker und Physiker (Block Alte Umbettung)
- Kurt Kroner (1885–1929), Bildhauer (Block Reformation)
- Manfred Krug (1937–2016), Schauspieler und Sänger (Block Lietzensee)

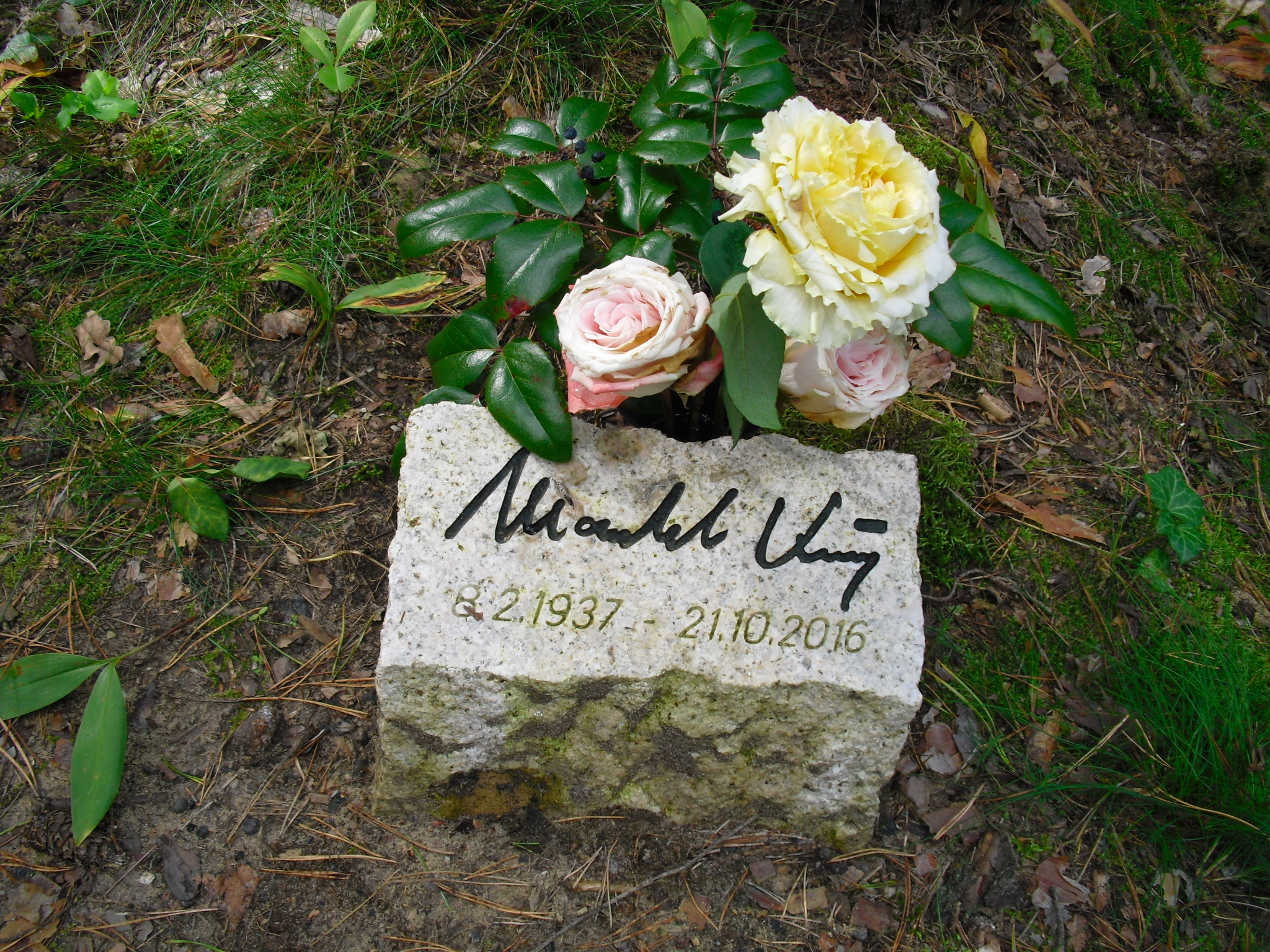
Grabstein von Manfred Krug

- Otto Ludwig Krug von Nidda (1810–1885), Montanist, MdR (Block Neue Umbettung, Sammelgrab)
- Emil Krüger (1855–1925), Agrarwissenschaftler, Kulturtechniker, Baubeamter und Hochschullehrer (Block Nathanael)
- Hugo Andres Krüss (1879–1945), Bibliothekar (Block Trinitatis)
- Carl von Kühlewein (1846–1916), Unternehmer und Numismatiker (Block Alte Umbettung)
- Friedrich Julius Kühns (1830–1869), Jurist (Block Trinitatis)
- Kurt Kühns (1868–1942), Schriftsteller (Block Nathanael)
- Georg Küpper (1949–2016), Jurist (Block Lietzensee)
- Konrad Küster (1842–1931), Arzt und Publizist (Block Neue Umbettung)
- Friedrich Wilhelm Kuhnert (1865–1926), Tiermaler (Block Epiphanien)
- Max Kumbier (1867–1937), Staatssekretär und Eisenbahnfunktionär (Block Erlöser)
- Anita Kupsch (1940–2025, bürgerlich Anita Krahn), Schauspielerin (Block Charlottenburg)

### L
- Otto Graf Lambsdorff (1926–2009), FDP-Politiker (Bundesminister), MdB (Block Epiphanien)
- Hellmut Lange (1923–2011), Schauspieler, Synchronsprecher und Fernsehmoderator (Block Epiphanien)
- Gustav Langenscheidt (1832–1895), Sprachlehrer und Verlagsgründer (Block Alte Umbettung)
- Gilda Langer (1896–1920), Schauspielerin (Block Lietzensee)
- Hans L’Arronge (1874–1949), Schriftsteller (Block Neue Umbettung).
- Otto Laubinger (1892–1935), Schauspieler (Block Epiphanien)
- Paul Lehfeldt (1848–1900), Kunsthistoriker (Block Reformation)
- Paul Lensch (1873–1926), Staatswissenschaftler, Journalist und Politiker, MdR (Block Trinitatis)
- Erich Leschke (1887–1933), Pathologe und Internist (Block Heilig Geist)
- Edmund Lesser (1852–1918), Dermatologe (Block Trinitatis)
- Heinrich Lessing (1856–1930), Porträt- und Landschaftsmaler (Block Epiphanien)
- Magnus von Levetzow (1871–1939), Konteradmiral, Politiker, MdR (Block Lietzensee)
- Emmi Lewald (1866–1946), Schriftstellerin und Frauenrechtlerin (Block Neue Umbettung)
- Felix Lewald (1855–1914), Verwaltungsjurist (Block Neue Umbettung)
- Waldtraut Lewin (1937–2017), Schriftstellerin, Dramaturgin und Regisseurin
- Hans Licht (1876–1935), Landschaftsmaler (Block Epiphanien)
- Adalbert Lieban (1877–1951), Opernsänger (Block Erlöser)
- Julius Lieban (1857–1940), Opernsänger (Block Erlöser)
- Walter Lieck (1906–1944), Schauspieler und Drehbuchautor (Block Urnenhain III)
- Otto von Linstow (1872–1929), Geologe (Block Neue Umbettung)
- Georg von der Lippe (1866–1933), Generalleutnant (Block Erlöser)
- Stephan Löffler (1877–1929), Maschinenbauingenieur und Konstrukteur (Block Neue Umbettung)
- Heinrich Lübbe (1884–1940), Maschinenbauingenieur (Block Trinitatis)
- Richard Lucae (1829–1877), Architekt (Block Neue Umbettung, Sammelgrab)
- Georg Lucas (1865–1930), Jurist und Politiker, MdR (Block Lietzensee)
- Jean Lulvès (1833–1889), Genre- und Historienmaler (Block Neue Umbettung)
- Georg Lunge (1839–1923), Chemiker (Block Nathanael)
- Christian Luerssen (1843–1916), Botaniker (Block Gustav Adolf)
- Ernst Lürßen (1930–2020), Psychiater und Psychotherapeut (Block Reformation)
- Paul Luther (1868–1954), Politiker, MdR (Block Trinitatis)

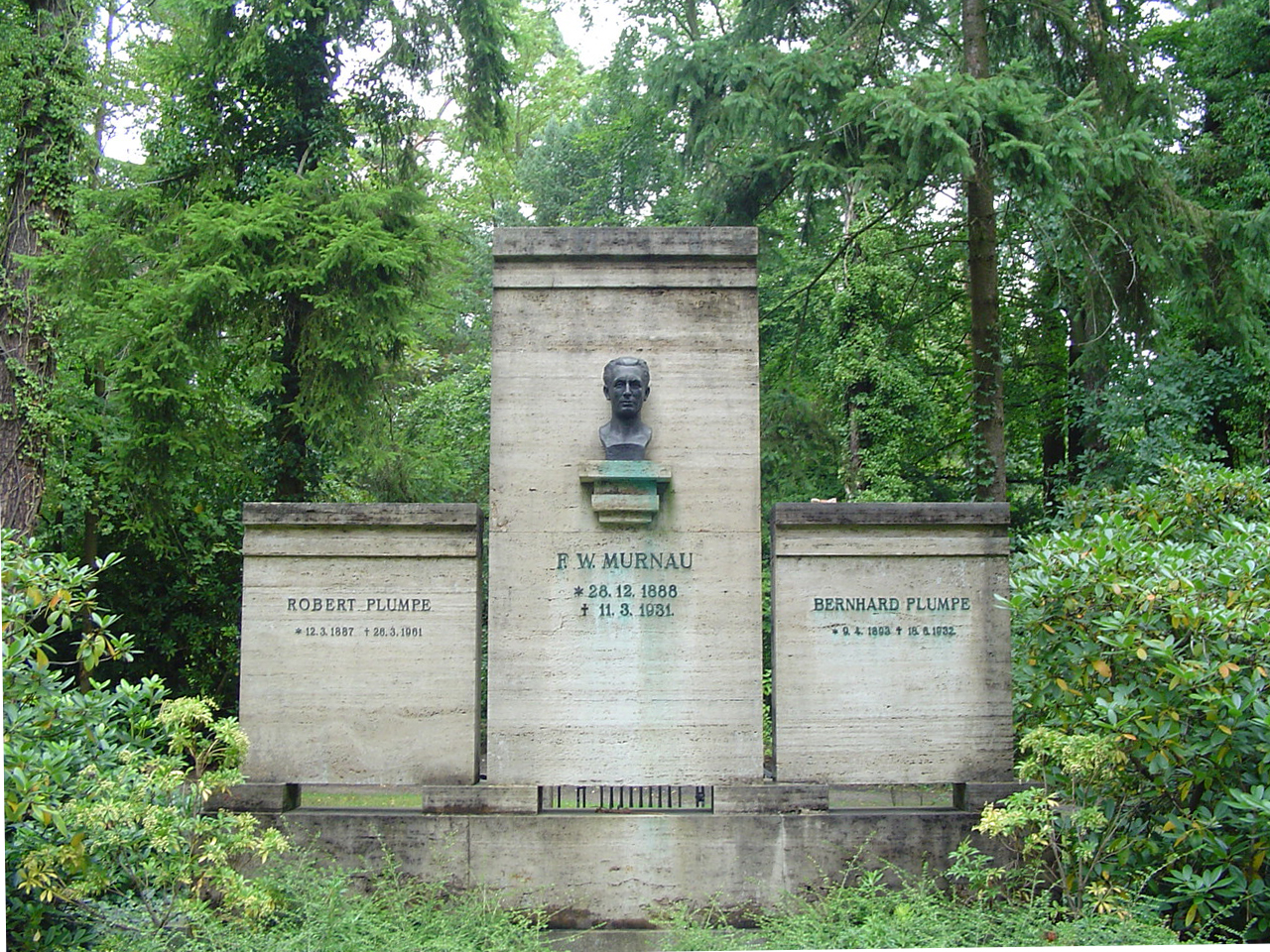
Grab von Friedrich Wilhelm Murnau

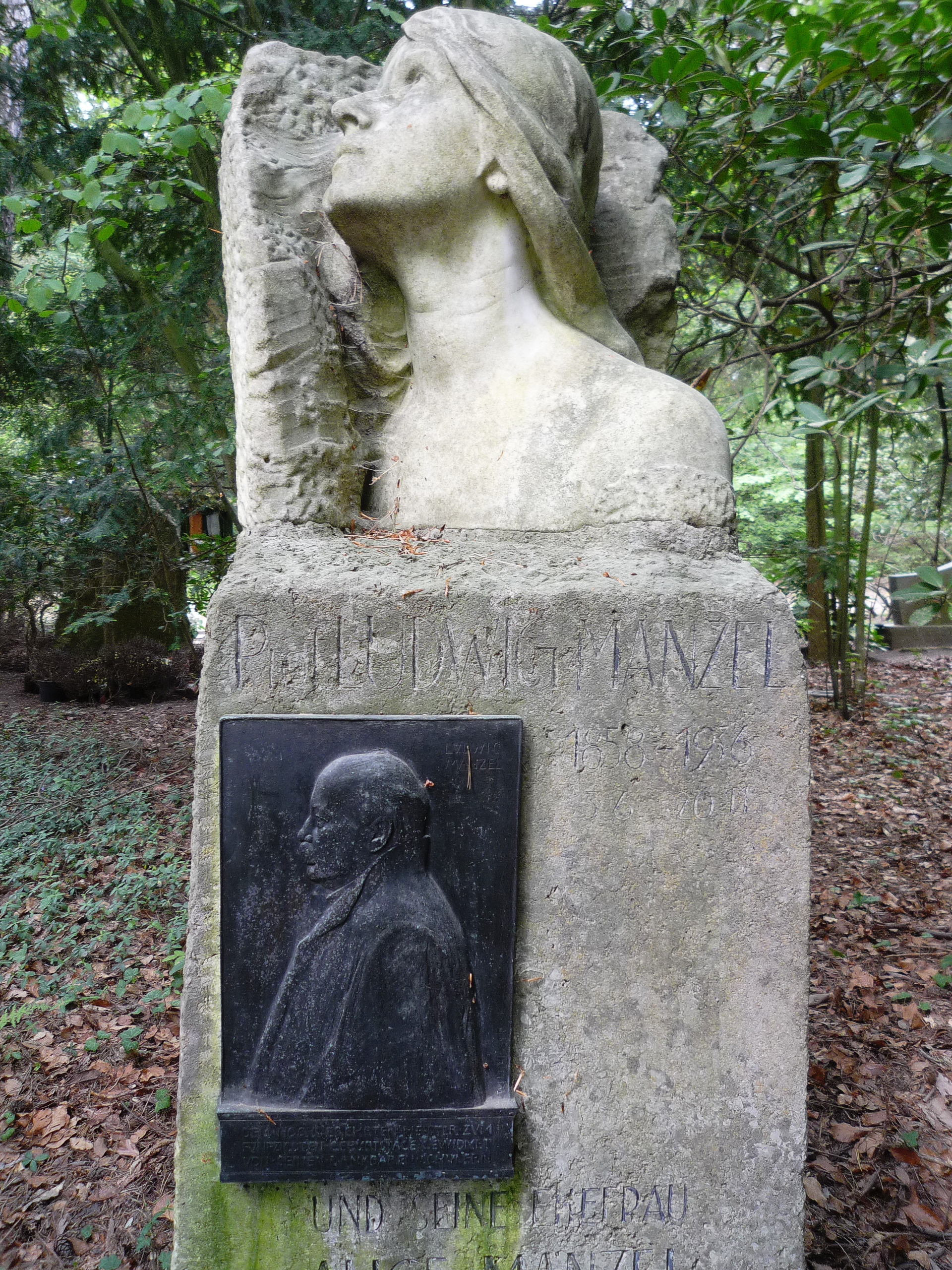
Grabmal des Bildhauers Ludwig Manzel

### M–N
- Friedrich August Mahling (1865–1933), Theologe (Block Erlöser)
- Friedrich von Mallinckrodt (1894–1941), Offizier und Testpilot (Block Epiphanien, Grabstein Block Nathanael)
- Paul Manteufel (1879–1941), Bakteriologe und Tropenmediziner (Block Nathanael)
- Karl Ludwig Manzel (1858–1936), Bildhauer (Block Heilig Geist)
- Maja Maranow (1961–2016), Schauspielerin (Block Lietzensee)
- Adolf Bernhard Marx (1795–1866), Musiktheoretiker, Musikpädagoge und Komponist (Block Neue Umbettung Sammelgrab)
- Conrad Matschoß (1871–1942), Direktor des VDI (Block Reformation)
- Franz Mauve (1864–1931), Vizeadmiral (Block Heilig Geist)
- August Meitzen (1872–1910), Statistiker und Nationalökonom (Block Neue Umbettung)
- Walter Mentz (1875–1923), Schiffbauingenieur (Block Epiphanien)
- Carl Metzner (1884–1965), Architekt und Bildhauer (Block Heilig Geist)
- Johann Georg Meyer von Bremen (1813–1886), Genremaler (Block Neue Umbettung)
- Georg Ludwig Meyn (1859–1920), Porträt- und Genremaler (Block Schöneberg)
- Emil Milan (1859–1917), Schauspieler und Rezitator (Block Trinitatis)
- Adele Milan–Doré (1869–1918), österreichische Schauspielerin (Block Trinitatis)
- Fritz Milkau (1859–1934), Bibliothekar (Block Urnenhain III)
- Robert Misch (1860–1929), Schriftsteller (Block Charlottenburg)
- Albert von Mischke (1830–1906), General der Infanterie (Block Alte Umbettung)
- Wilhelm Modersohn (1859–1935), Jurist (Block Heilig Geist)
- Hans Moldenhauer (1901–1929), Tennisspieler (Block Heilig Geist)
- Alexander Graf von Monts de Mazin (1832–1889), Vizeadmiral (Block Neue Umbettung, Sammelgrab)
- Eugen Müllendorff (1855–1934), Ingenieur und Schriftsteller (Block Schöneberg)
- Waldemar Mueller (1851–1924), Politiker und Bankvorstand (Block Alte Umbettung)
- Theodor Müller-Fürer (1853–1913), Journalist (Block Epiphanien)
- Reinhard Mumm (1873–1932), Pfarrer und Politiker, MdR (Block Heilig Geist)
- Friedrich Wilhelm Murnau ± (1888–1931), Stummfilmregisseur (Block Schöneberg)
- Hans Mützel (1867–1928), Maler und Schriftsteller (Block Charlottenburg)
- Agathe Nalli-Rutenberg (1838–1919), Schriftstellerin (Block Neue Umbettung)
- Max Naumann (1875–1939), Jurist, Politiker und Publizist (Block Urnenhain II)
- Wilhelm Neef (1916–1990), Komponist und Dirigent (Block Schöneberg II)
- Heinrich Nicklisch (1876–1946), Wirtschaftswissenschaftler (Block Nathanael)
- Albert Niemann (1831–1917), Opernsänger (Block Alte Umbettung)
- Hedwig Niemann-Raabe (1844–1905), Schauspielerin (Block Alte Umbettung)
- Johannes Noack (1878–1942), Pfarrer der Bekennenden Kirche (Block Schöneberg)
- Adelsteen Normann (1848–1918), Maler (Block Trinitatis)

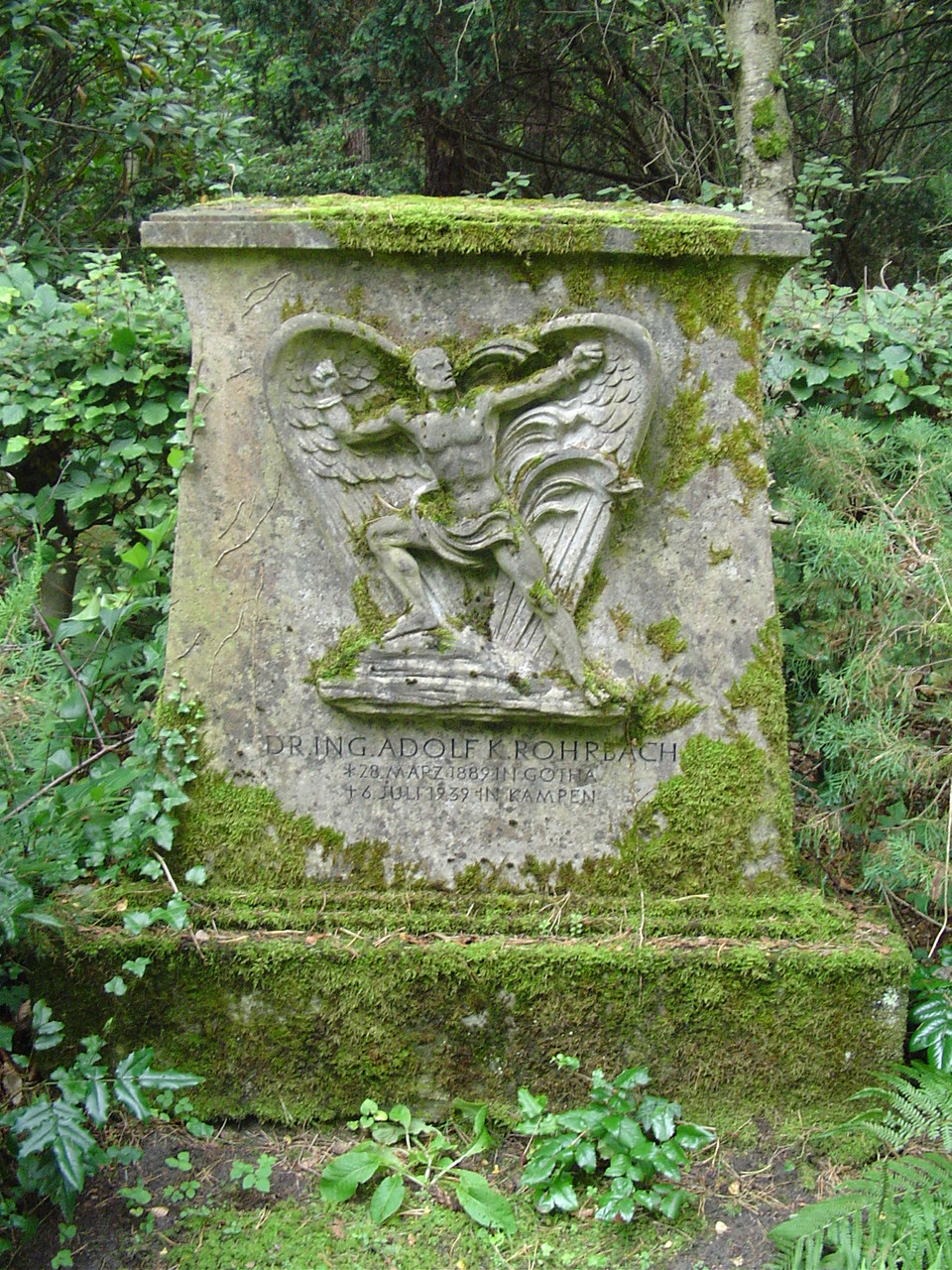
Grab von Adolf Rohrbach

### O–R
- Oskar Ollendorff (1865–1939), Kunsthistoriker (Block Urnenhain II)
- Friedrich von Oppeln-Bronikowski (1873–1936), Schriftsteller (Block Trinitatis)
- Helmut Otto (1937–2012), Maler und Hochschullehrer (Block Epiphanien)
- Walter von Pannwitz (1856–1920), Jurist, Kunstsammler und Mäzen (Block Trinitatis)
- Fritz von Pappritz (1832–1924); Generalleutnant
- Friedrich Paschen (1865–1947), Physiker (Block Charlottenburg)
- Rudolf Penzig (1855–1931), Schriftsteller, Kommunalpolitiker und Reformpädagoge (Block Charlottenburg)
- Max Peters (1849–1927), Komponist, Organist und Pianist (Block Heilig Geist)
- Wilhelm Philipps (1859–1933), Pfarrer und Politiker (Block Schöneberg)
- Albert Plehn (1861–1935), Tropenhygieniker (Block Charlottenburg)
- Bernhard Plockhorst (1825–1907), Maler und Grafiker (Alte Umbettung)
- Oskar Poensgen (1873–1918), Verwaltungsjurist (Block Charlottenburg)
- Felix Poppenberg (1869–1915), Schriftsteller (Block Trinitatis)
- Emil Prill (1867–1940), Flötist und Hochschullehrer (Block Charlottenburg)
- Willi Prion (1879–1939), Wirtschaftswissenschaftler (Block Nathanael)
- Heinz Püschel (1919–2010), Jurist (Urnenhain III)
- Elisabeth Pungs (1896–1945), Widerstandskämpferin (Urnenhain III)
- Arthur Quassowski (1858–1943), Generalleutnant (Block Reformation)
- Wilhelm von Radowitz (1875–1939), Diplomat (Block Charlottenburg)
- August Raps (1865–1920), Physiker (Block Trinitatis)
- Clara Ratzka (1872–1928), Romanschriftstellerin (Block Charlottenburg)
- Erich von Redern (1861–1937), Generalleutnant (Block Alte Umbettung)
- Guido Reger (1958–2009), Wirtschaftswissenschaftler (Block Lietzensee)
- Paul Rehkopf (1872–1949), Schauspieler (Block Stahnsdorf)
- Paul Reichard (1854–1938), Afrikaforscher (Block Neue Umbettung)
- Gustav Reichardt (1797–1884), Musikdirektor und Komponist (Block Alte Umbettung)
- Otto Reichelt (1854–1899), Kaufmann (Block Alte Umbettung)
- Emanuel Reicher (1849–1924), Schauspieler (Block Charlottenburg)
- Ferdinand von Richthofen (1833–1905), Geograf und Forschungsreisender (Block Alte Umbettung)
- Paul Rilla (1896–1954), Literaturwissenschaftler (Block Reformation)
- Rolf Ripperger (1928–1975), Schauspieler (Block Stahnsdorf)
- Ralph Arthur Roberts (1884–1940), Schauspieler (Block Charlottenburg)
- Georg Roch (1881–1943), Bildhauer (Block Epiphanien)
- Adolf Rohrbach (1889–1939), Flugzeugkonstrukteur (Block Lietzensee)
- Charlotte Rohrbach (1902–1981), Fotografin (Block Lietzensee)
- Albert Römer (1859–1909), Jurist und Literaturwissenschaftler (Block Charlottenburg)
- Albert Rossow (1857–1943), Komponist (Block Stahnsdorf)
- Friedrich Rückward (1872–1933), Chorleiter und Bratschist (Block Trinitatis)
- Hugo Rüdel (1868–1934), Chordirigent (Block Trinitatis)
- Johann Rump (1871–1941), Pfarrer und Schriftsteller (Block Helig Geist)
- Edmund Rumpler ± (1872–1940), Flugzeugkonstrukteur (Block Reformation)

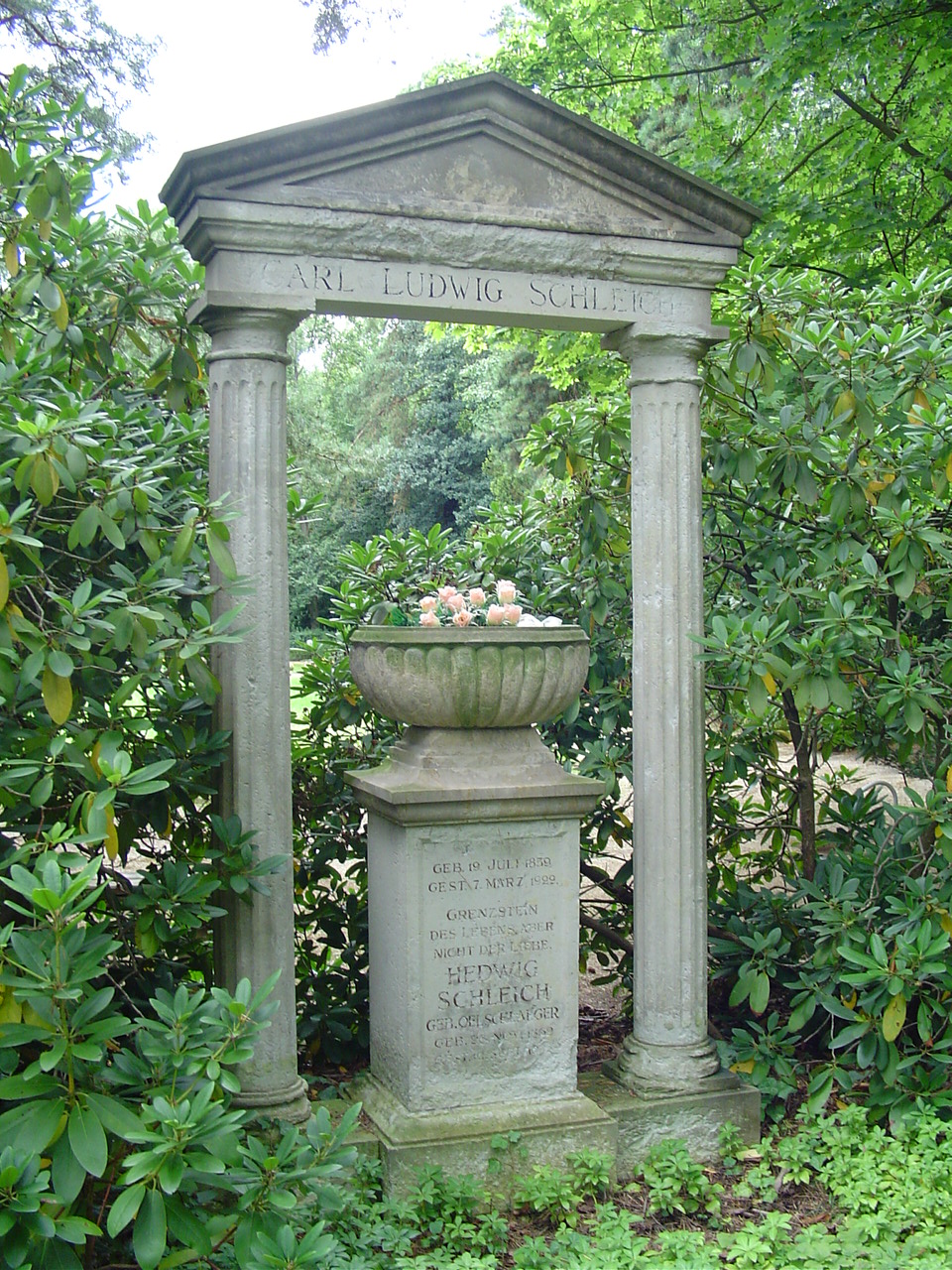
Grab von Carl Ludwig Schleich

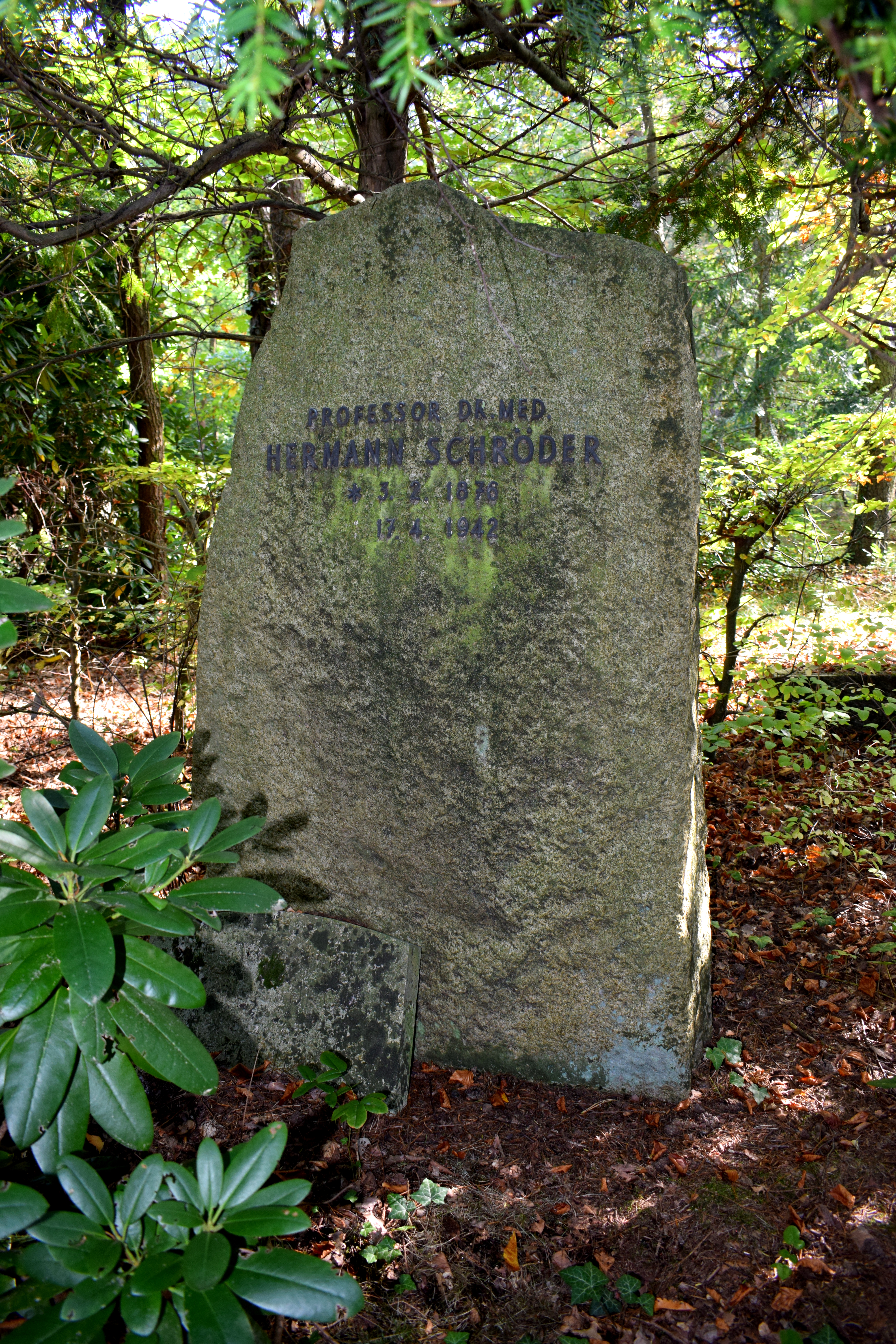
Grab von Hermann Schröder

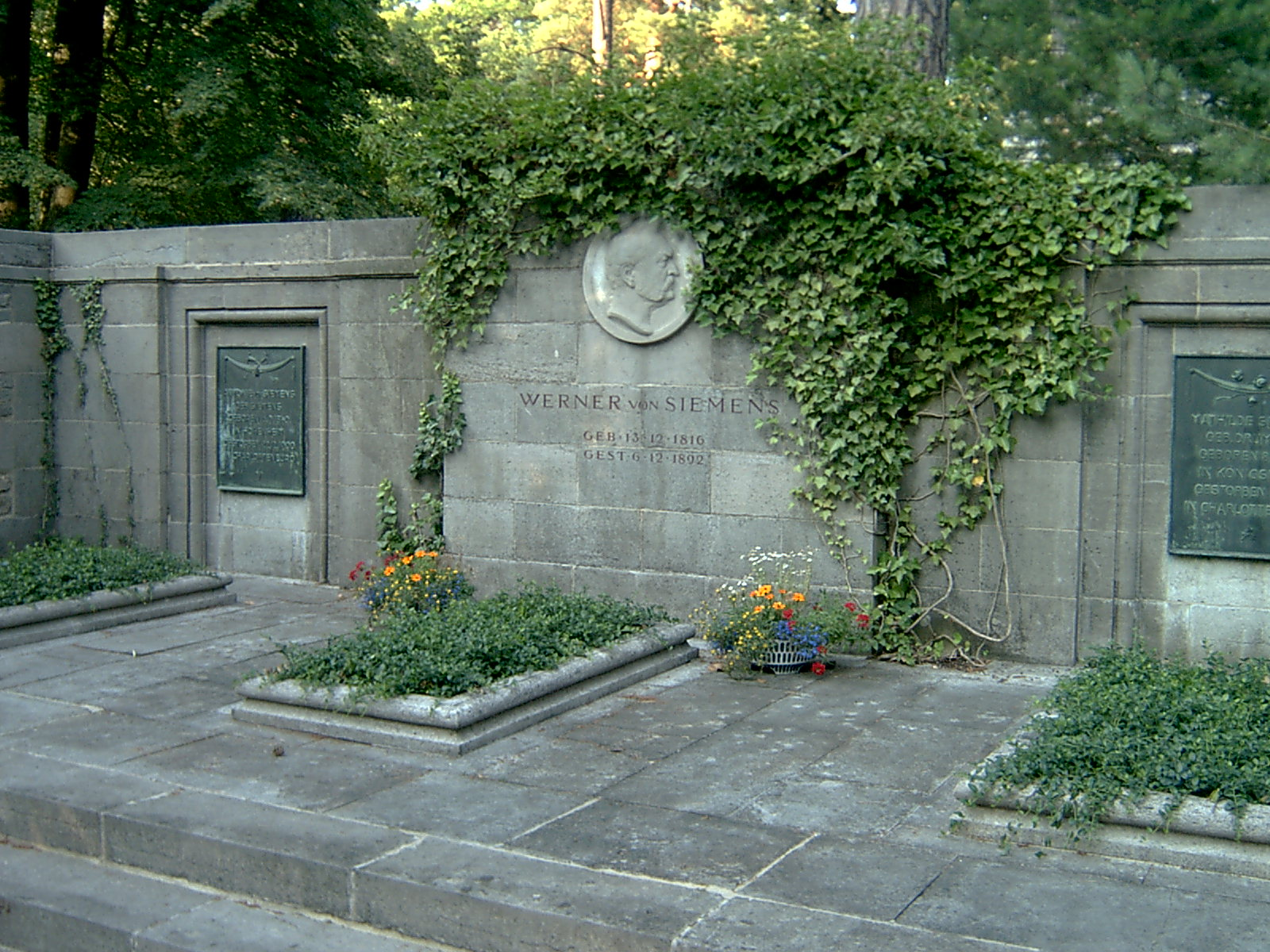
Familiengrabstätte Siemens

### S–T
- Heinrich Sass (1859–1941), Vizeadmiral der Kaiserlichen Marine
- Oscar Sauer (1856–1918), Schauspieler (Block Nathanael)
- Julius Cornelius Schaarwächter (1847–1904), Hoffotograf Kaiser Wilhelm II. (Block Alte Umbettung)
- Clemens Scharschmidt (1880–1945), Japanologe (Block Stahnsdorf)
- Carl Ludwig Schleich (1859–1922), Mediziner und Schriftsteller (Block Erlöser)
- Paul „Sling“ Schlesinger (1878–1928), Journalist (Block Charlottenburg)
- Wilhelm Georg Schmidt (1900–1938), „Reichshandwerksführer“, MdR (Block Trinitatis)
- Alfred Schneider ± (1876–1941), Artist (Block Nathanael)
- Karl Schneider-Carius (1896–1959), Meteorologe (Block Lietzensee)
- Arthur Scholtz (1871–1935), Kommunalpolitiker (Block Heilig Geist)
- Eberhard Schrader (1836–1908), Orientalist (Block Alte Umbettung)
- Hermann Schröder (1876–1942), Zahnmediziner (Block Nathanael)
- Otto Schröder (1851–1937), deutscher Klassischer Philologe (Block Erlöser)
- Franz Schröter (1883–1933), Konteradmiral (Block Heilig Geist)
- Ludwig Schuch (1885–1939), Varietédirektor (Block Reformation)
- Julius Schulhoff (1825–1898), Pianist und Komponist (Block Alte Umbettung)
- Werner Schultz (1878–1944), Internist (Hämatologe) (Block Urnenhain III)
- Ursula Schumm-Garling (1938–2021), Soziologin (Block Schöneberg)
- Waldemar Schupp (1927–2021), Geschichtswissenschaftler (Block Epiphanien)
- Leopold Seeck (1824–1901), Baumeister, Königlicher Baurat und Stadtbauinspektor (Block Nathanael)
- Ernst Seger (1868–1939), Bildhauer (Block Schöneberg)
- Siegfried Seidel-Dittmarsch (1887–1934), Politiker (NSDAP), MdR (Block Alte Umbettung)
- Meta Seinemeyer (1895–1929), Sängerin (Block Heilig Geist)
- Emil Seling (1868–1939), Dirigent, Musikpädagoge und Komponist (Block Charlottenburg)
- Gustav Adelbert Seyler (1846–1935), Heraldiker und Genealoge (Block Neue Umbettung)
- Annemarie Siemank-Ripperger (1926–2007), Schauspielerin (Block Stahnsdorf)
- Carl Friedrich von Siemens (1872–1941), Industrieller und Politiker (Block Trinitatis)
- Carl Georg Siemens (1809–1885), Technologe und Hochschullehrer (Block Trinitatis)
- Georg Wilhelm von Siemens (1855–1919), Industrieller (Block Trinitatis)
- Peter von Siemens (1911–1986), Industrieller (Block Trinitatis)
- Werner von Siemens (1816–1892), Erfinder und Industrieller (Block Trinitatis)
- Maximilian Skibicki (1866–1940), Kammermusiker und Musikpädagoge (Block Urnenhain II)
- Ludwig von Sobbe (1835–1918), General der Infanterie (Block Alte Umbettung)
- Franz Sondinger [Pseudonym Felix Dhünen] (1896–1939), Schriftsteller und Theaterregisseur (Block Charlottenburg)
- Eduard Sonnenburg (1848–1915), Chirurg (Block Lietzensee)
- Heinrich Sperling (1844–1924), Tiermaler (Block Heilig Geist)
- Johann Christian August Sponholz (1827–1907), Kaufmann (Block Alte Umbettung)
- Günter Ssymmank (1919–2009), Ingenieur und Designer (Block Epiphanien)
- Horst Stechbarth (1925–2016), Generaloberst der NVA, stellvertretender Verteidigungsminister der DDR (Block Reformation)
- Ingrid Steeger (1947–2023), Schauspielerin (Block Charlottenburg)
- Reinhold Steig (1857–1918), Literaturwissenschaftler (Block Erlöser)
- Georg Steinmetz (1882–1936), Architekt (Block Erlöser)
- Paul Stenger (1865–1940), Mediziner (HNO) (Block Trinitatis)
- Max Stickel (1875–1952), Mediziner (Gynäkologe) (Block Trinitatis)
- August Stramm (1874–1915), Dichter (Block Heilig Geist)
- Fritz Straßmann (1858–1940), Internist (Rechtsmediziner) (Block Heilig Geist)
- Karl Strecker (1861–1945), Philologe (Block Nathanael)
- Alfred Struwe (1927–1998), Schauspieler (Block Stahnsdorf)
- Georg Stuhlfauth (1870–1942), Archäologe und Kirchenhistoriker (Block Reformation)
- Ulrich Stutz (1868–1938), Rechtshistoriker (Block Nathanael)
- Friedrich Suckow (1870–1937), Geodät, Leiter der preußischen Katasterverwaltung (Block Trinitatis)
- Otto Taubmann (1859–1929), Komponist (Block Schöneberg)
- Adalbert von Taysen (1832–1906), Generalleutnant und Militärhistoriker (Block Neue Umbettung)
- Karsten Peter Thiessen (1936–2024), Chemiker (Block Reformation)
- Martin Tuszkay (1884–1940), ungarischer Plakatkünstler (Block Charlottenburg)
- Gantscho Tzenoff (1870–1949), bulgarischer Historiker (Block Trinitatis)

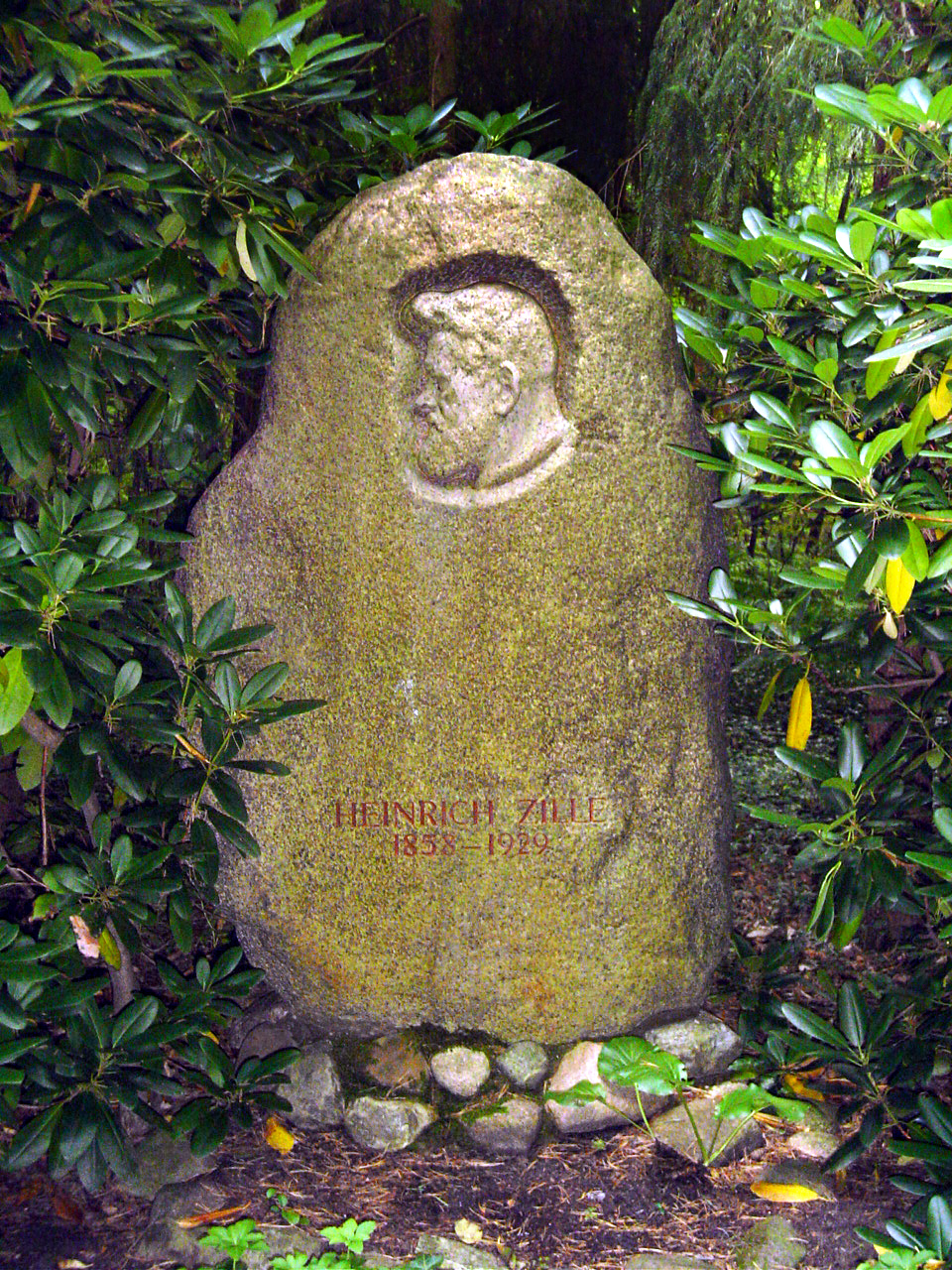
Grab von Heinrich Zille

### U–Z
- Louis-Ferdinand Ullstein (1863–1933), Verleger (Block Charlottenburg)
- Jürgen Ulzen (1937–2010), Politiker und Sammler (Block Reformation)
- Martin Uppenbrink (1934–2008), Jurist, Präsident des Bundesamtes für Naturschutz (Block Heilig Geist)
- Max Valentin (1875–1931), Bildhauer (Block Trinitatis)
- Karl Viereck (1853–1916), Jurist, MdHdA (Heldenblock)
- Ferdinand Voigt (1829–1893), Förderer der Turnbewegung (Block Schöneberg)
- Ernst Vollert (1855–1931), Verlagsbuchhändler (Block Heilig Geist)
- Fritz Wagner (1934–2011), Philologe (Block Epiphanien)
- Rudolf Walter (1864–1941), Architekt (Block Lietzensee)
- Carl Warnstorf (1837–1921), Pädagoge, Florist und Bryologe (Block Schöneberg)
- Hans Wassmann (1873–1932), Schauspieler (Block Heilig Geist)
- Irene Wedell (1939–2017), Malerin (Block Nathanael)
- Theodor Wedepohl (1863–1931), Maler (Block Lietzensee)
- Kurt Weiler (1921–2016), Trickfilmregisseur (Block Stahnsdorf)
- Friedrich Weißler ± (1891–1937), Jurist (Block Epiphanien)
- Heinz Wermuth (1918–2002), Herpetologe (Block Nathanael)
- Wilhelm Werner (1850–1915), Geodät (Block Trinitatis)
- Willy Werner (1868–1931), Bildnis- und Genremaler (Block Trinitatis)
- Georg Carl Wever (1807–1884), preuß. Generalstaatsanwalt (Block Alte Umbettung)
- Margarete Wiedeke (1874–1940), Unterhaltungskünstlerin (Block Urnenhain II)
- Paul Wiegler (1878–1949), Kritiker und Literaturhistoriker (Block Reformation)
- Wilhelm Wiegmann (1851–1920), Historienmaler und Mosaizist (Block Urnenhain III)
- Paul Wiesner (1855–1930), Regattasegler, Olympiasieger (Block Heilig Geist)
- Albert Wilkening (1909–1990), Filmwissenschaftler (Block Schöneberg)
- Heinrich Wittich (1816–1887), Maler und Archäologe (Block Alte Umbettung)
- Bodo von Witzendorff (1876–1943), General der Flieger (Block Reformation)
- Georg Wolf (1858–1930), Bildhauer (Block Gustav Adolf)
- Meta Wolff (1902–1941), Schauspielerin (Block Charlottenburg, Familiengrab Joachim Gottschalk)
- Werner Wolffheim (1877–1930), Musikschriftsteller (Block Charlottenburg)
- Friedrich Ernst Wolfrom (1857–1923), Historienmaler und Radierer (Block Trinitatis)
- Emmy Wyda (1876–1942), Theater- und Filmschauspielerin (Block Reformation)
- Dieter Wyss (1923–1994), Anthropologe, Schriftsteller (Block Lietzensee)
- Fritz Wyss (1877–1955), Diplomat (Block Lietzensee)
- Hedwig Wyss (1889–1975), Schriftstellerin (Block Lietzensee)
- Ralf Zeitler (1903–1953), deutschbaltischer Volkswirt und SA-Führer (Block Heilig Geist)
- Harald Zielske (1936–2014), Theaterwissenschaftler (Block Nathanael)
- Heinrich Zille ± (1858–1929), Maler und Zeichner (Block Epiphanien)
- Karl Günther Zimmer (1911–1988), Physiker und Strahlenbiologe (Block Nathanael)
- Friedrich Zingel (1877–1943), Pädagoge und Schriftsteller (Block Urnenhain III)
- Theophil Zolling (1849–1901), Journalist (Block Neue Umbettung Sammelgrab)
- Nathan Zuntz (1847–1920), Mediziner (Block Heilig Geist)

## Bekannte Gestalter der Denkmäler auf dem Südwestkirchhof
- Emil Cauer der Jüngere: Grabstätten Karl Boll und Milan-Doré, Block Trinitatis
- Eugen Confeld von Felbert: Grabstätte Wilhelm Windeck, Block Alte Umbettung
- Reinhold Felderhoff: Grabstätte Wilhelm Kühn, Block Alte Umbettung
- Otto Freundlich: Grabplatte auf Grabstätte Wissinger, Kapellenblock (verschollen)
- Alfred Grenander: Schwedischer Friedhof
- Adolf von Hildebrand: Grabstätte Siemens, Block Trinitatis
- Hermann Hosaeus: Grabstätten Max Haller, Block Epiphanien, Leopold Seeck, Block Nathanael
- Fritz Klimsch: Grabstätte Alexander von Kluck, Block Heilig Geist
- Joseph von Kopf: Grabstätte Georg Meyer von Bremen, Block Neue Umbettung
- August Kraus: Grabstätten Heinrich Zille, Block Epiphanien, Familie Poensgen, Block Charlottenburg, Max Daege (Block Schöneberg)
- Hans Latt: Christuskopf in Grabstätte Albrecht Felinus, Block Alte Umbettung
- Hugo Lederer: Grabstätte Max Jordan, Block Trinitatis
- Karl Ludwig Manzel: Christus-Denkmal, Block Heilig Geist
- Hermann Joachim Pagels: Grabstätte August Raps, Block Trinitatis
- Heinrich Pohlmann: Grabstätte Max Runge, Block Alte Umbettung
- Richard Scheibe: Grabstätte Walter Gropius sen., Block Neue Umbettung
- Franz Seeck: Grabmal der Familiengruft Werner von Siemens, Block Trinitatis, und Grabstätte Leopold Seeck, Block Nathael
- Constantin Starck: Grabstätten Gerberga Georgi, Block Trinitatis, und Andreas Fedor Jagor, Alte Umbettung
- Milly Steger: Grabstätte Sabine Busse, Block Trinitatis
- Max Taut: Grabstätte Wissinger, Kapellenblock
- Heinrich Waderé: Trauernde im Mausoleum Caspary, Kapellenblock (Das Mausoleum wurde für die Familie des Fabrikanten Caspary von der Charlottenburger Architektengemeinschaft Mohr & Weidner entworfen.)[21]
- Wilhelm Wandschneider: Grabstätte Schaarwächter, Block Alte Umbettung
- Adolf Wollenberg: Mausoleum Harteneck[22]

## Besucher
Der Südwestkirchhof ist seit seiner Eröffnung im Jahr 1909 ein Magnet für Besucher aus aller Welt geworden, für die der Förderverein des Kirchhofs auch Führungen anbietet. Seit 2007 gibt es zusätzlich eine Hörführung mit ausleihbaren elektronischen Guides. Seit 2008 kann auf dem etwa 600 Meter langen Hauptweg ein elektrisch angetriebenes Minibus-Shuttle von älteren Besuchern oder Trauergästen genutzt werden. In der Friedhofskapelle gibt es regelmäßig Konzerte. Gelegentlich finden besondere Veranstaltungen zu besonderen Gedenktagen hier bestatteter Personen oder öffentliche Veranstaltungen wie der gestaltete Sommerabend statt.

## In den Medien
Die Einbettung der Gebäude und Grabdenkmäler in die reizvolle Landschaft hat den Südwestkirchhof verschiedentlich zur Kulisse für Filmaufnahmen werden lassen, insbesondere den Bereich um die Kapelle und das Mausoleum der Familie Caspary. Im März 2009 drehte Roman Polański in einem abgelegenen Bereich des Blocks Lietzensee eine Szene für den Film Der Ghostwriter mit Ewan McGregor und Tom Wilkinson. Julian Rosefeldt drehte hier die Episode Trauerrednerin – Funeral Speaker seiner Filminstallation Manifesto (2016) mit Cate Blanchett als Trauerrednerin. Ebenso ist die Friedhofskapelle in der deutschen Produktion Dark zu sehen, die 2017 auf Netflix veröffentlicht wurde.

## Siehe auch

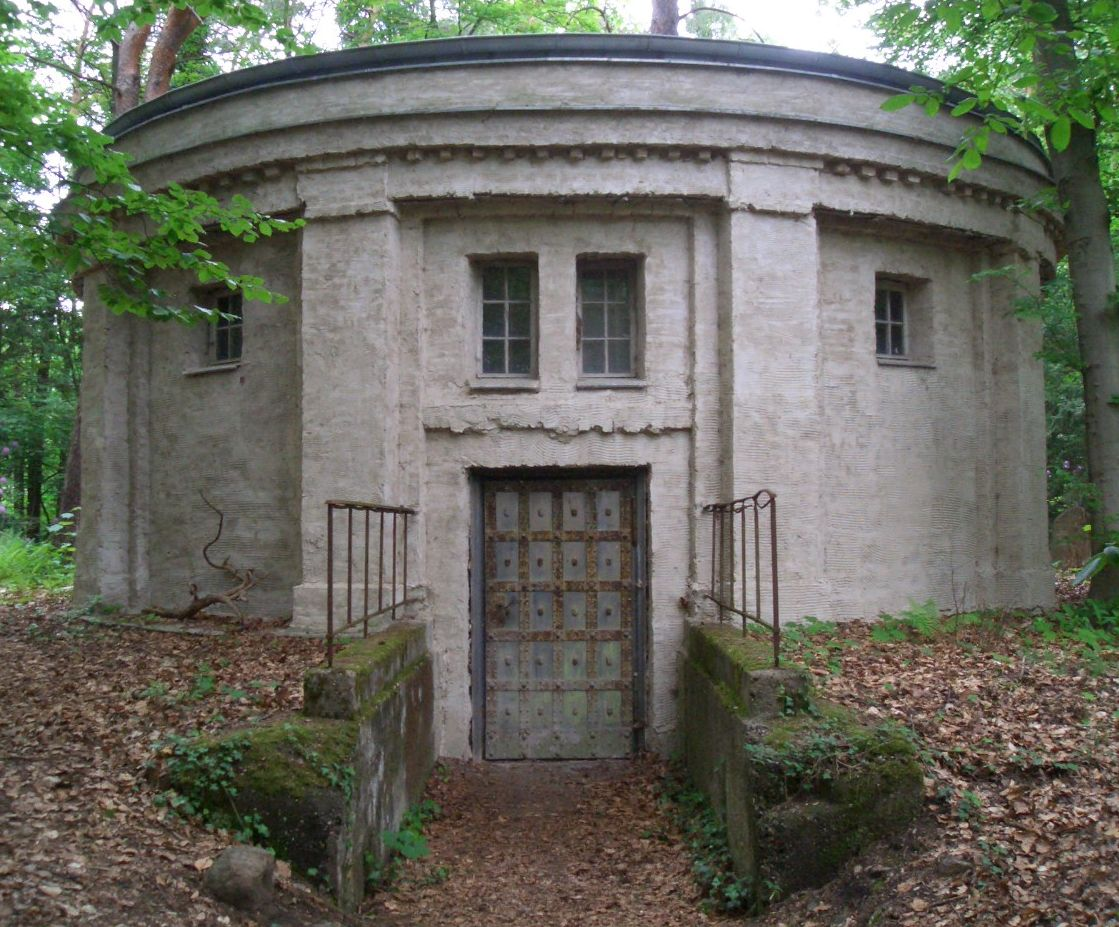
Hydrophor-Anlage in Gestalt eines Mausoleums (1912)